# 凡尔登战役
凡爾登戰役（法語：Bataille de Verdun）是第一次世界大戰西方戰線的一場關鍵戰役，發生於法國東北部的凡爾登防區。此役由法國第二軍團與德國第五軍團交鋒，是一次大戰中歷時最長的戰事，亦是軍事史上死傷最為慘烈的戰役之一，得名「凡爾登絞肉機」。
1916年2月21日，德軍發動「審判行動」（德語：Unternehmen Gericht），奉德國總參謀長埃里希·馮·法金漢設計的消耗戰略，意圖攻下凡爾登防區（Région Fortifiée de Verdun）中的默茲高地，以憑藉該險要地勢吸引法軍投入大量兵力增援，進而以「流血至死」的方式削弱法軍戰力。至2月底，德軍已成功攻占杜奧蒙堡，並逼近默茲高地之麓，但未能趕在法軍大規模增援之前完全控制該地區。3月，德軍調整部署，將攻勢轉向默兹河西岸，而法軍的砲兵部隊則積極應對，有效阻止了德軍的進一步推進。其後，法軍多次嘗試奪回杜奧蒙要塞，而德軍則試圖擴大其戰果，但主要進展僅限於占領沃堡。7月1日，英法聯軍在索姆河戰役開辟新戰場，雙方分兵應對新戰場。7月12日，法金漢指揮的大規模進攻再遭挫敗，第五軍團被迫轉入防禦，法金漢亦於8月29日被解職。至10月下旬，法軍發起全面反攻，先後成功收復杜奧蒙要塞、沃要塞及默茲河東岸大片領土，取得凡爾登戰役的勝利。

## 背景

### 戰略形勢
1914年9月，德軍西線右翼主力在第一次馬恩河戰役遭法軍阻擊，隨後雙方展開了一系列的運動戰，從法國東北一直延伸到英吉利海峽。到第一次伊珀尔战役後，戰局陷入僵持，形成了塹壕戰的態勢。之後，協約國多次對德軍陣地發起攻勢，但始終未能打破戰略僵局。在此背景下，德軍總參謀長埃里希·馮·法金漢認為，盡管德軍難以取得決定性勝利，但如果能夠削弱法軍的有生力量，德國最終將掌握戰爭的主導權。法金漢判斷，一旦德軍攻擊凡爾登，法軍必然會調動所有預備部隊進行增援，同時英國也可能在法國北部發起輔助攻勢。屆時，德軍可以憑借火炮的顯著優勢，在兩條戰線上同時消耗敵軍的元氣，從而讓敵方難以為繼。
法金漢的計劃早被荷蘭軍事情報所察覺，並於12月通報給英國。德軍此舉並非為了通過大規模進攻贏得勝利，因為此前法軍和英軍的猛烈進攻已經證明，這種方法只會帶來徒勞的消耗。法金漢的意圖是依靠重炮的威力，以殺傷敵軍為主要目標。他計劃將戰場限定在凡爾登，通過誘使法軍反覆發動反攻來消耗其戰略儲備，同時挫敗英國為支援法軍而進行的徒勞攻勢，迫使法國在無奈之下尋求和談。倘若法國拒絕議和，戰略將進入第二階段，德軍會趁敵方精疲力竭時徹底擊潰協約國軍，清除法軍殘部並將英軍逐出歐洲。為實現這一計劃，法金漢必須保留足夠的戰略儲備，以應對法英聯軍可能的支援攻勢，並在此後展開反擊。因此，他能夠調動用於執行「審判行動」（Unternehmen Gericht）的第五軍團兵力亦有限。
凡爾登防御區是1914年德軍入侵時形成的突出部。當時法軍總司令約瑟夫·霞飛因比利時列日戰役及那慕爾圍城戰中，比利時要塞在德軍重炮下迅速失守，認定傳統的防御工事已不堪一擊。1915年8月5日，法軍總參謀部下令削減凡爾登防御區的火力部署，包括拆除54座炮台和12.8萬發炮彈，並計劃炸毀杜奧蒙堡和沃堡以防其落入敵手。到德軍在2月21日進攻之際，杜奧蒙堡內部已埋設五噸的炸藥。凡爾登周邊的18座要塞和眾多炮台只剩下不到300門火炮，彈藥儲備極為有限，守備兵力也僅能維持基本維修需求。此地的要塞群與凡爾登市區相連的南向鐵路，自1914年弗利雷之戰後已被德軍切斷；圣米耶勒也在德軍控制之下。而連接巴黎的西向鐵路，亦在1915年7月中旬被德軍第三軍團攻占。該軍自新年以來，從阿戈訥森林向南推進，一直打到欧布雷维尔。

### 凡爾登防區

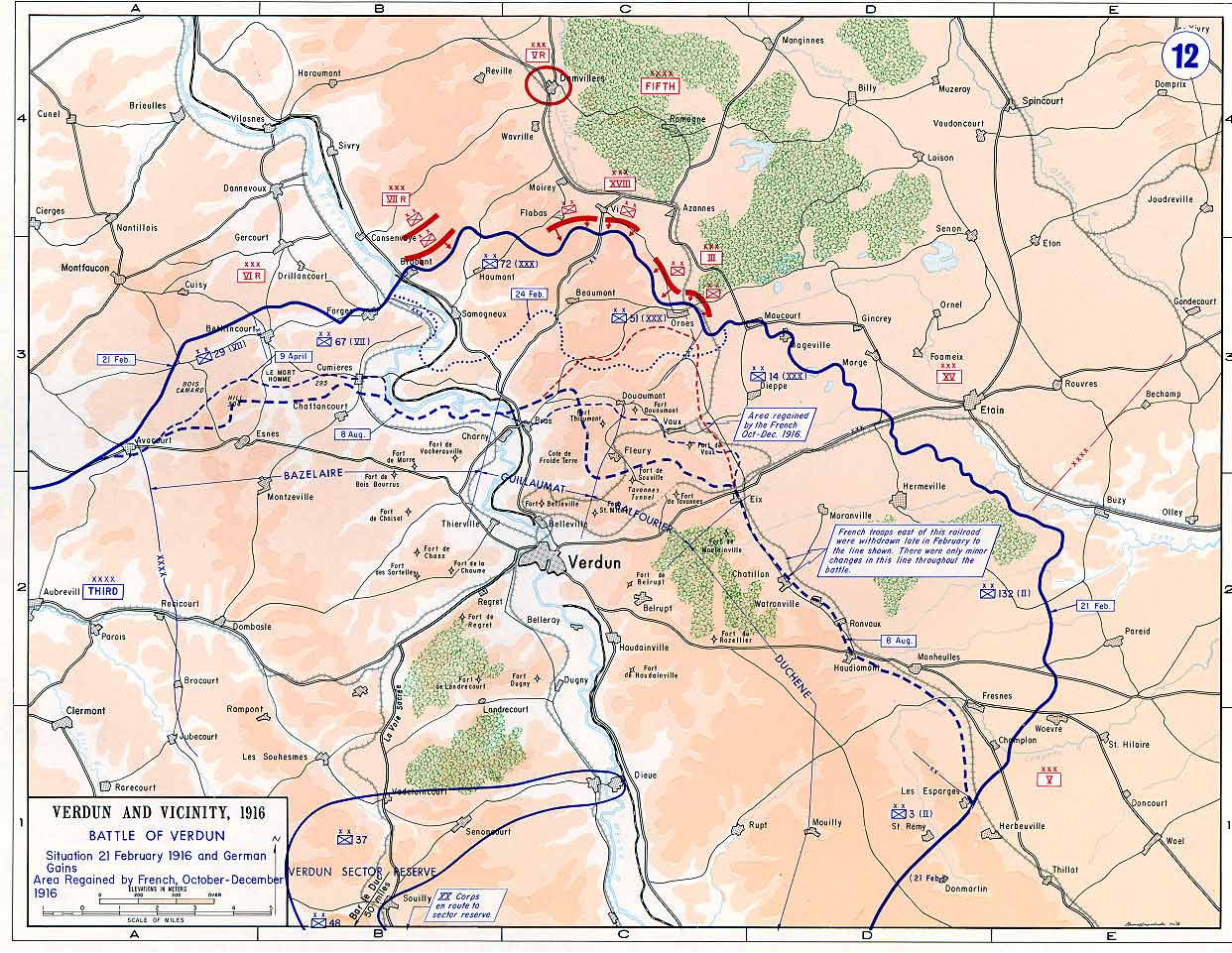
凡爾登戰場地圖

凡爾登倚默兹河而建，數世紀以來為法國腹地之重鎮，守御之要衝。五世紀時，匈人王阿提拉未能攻下此地；843年，經《凡尔登条约》，加洛林帝国分裂，該城入神圣罗马帝国版圖；至三十年戰爭之《威斯特伐利亚和约》，凡爾登歸屬法國。在城市的中心，建有法國工兵名將塞巴斯蒂安·德·沃邦於17世紀修建的要塞。凡爾登周邊設有一個由28座堡壘及小型防禦工事（ouvrages）組成的雙層防禦環，這些工事建於默茲河谷上方至少150公尺的制高點，距要塞約2.5至8公里。870年代，拉維耶爾制定計劃，建造兩條從貝爾福至埃皮納勒以及從凡爾登至圖勒的堡壘防線，作為屏障以阻擋敵人，並將這些堡壘環繞的城鎮設為反攻基地。許多凡爾登的堡壘經過現代化改造，以提高其抗砲擊能力，這些改造始於1880年代的杜奧蒙堡壘。堡壘增設了厚達2.5公尺的鋼筋混凝土頂部，其下覆蓋著1至4公尺厚的泥土以吸收砲擊衝擊。堡壘及其防禦工事被設計成相互掩護的結構，外層防禦環的總周長約45|公里，其間分布著79門可抵禦砲擊的重砲及超過200門輕型火炮和機槍以保護周邊壕溝。六座堡壘配備了155毫米伸縮砲台，另外十四座堡壘則配備了雙聯裝75毫米伸縮砲台。
1903年，杜奧蒙堡壘新增了一座混凝土掩體，內有兩門75毫米野戰砲，用於掩護堡壘西南方向的防線以及連接冷土地堡（Ouvrage de Froideterre）的防禦陣地。從1903年至1913年間，堡壘陸續增建了四座可全方位旋轉的伸縮鋼砲台。這些砲台中，部分裝有155毫米短砲，其餘則裝有75毫米火砲。堡壘的東側還設有一座裝甲砲塔，內有155毫米短砲，朝向北及東北方向；而北端的一座砲塔則裝有雙聯裝75毫米火砲，用於防禦堡壘間的空隙地帶。此外，堡壘的兩個角落安置了裝有霍奇克斯機槍的砲塔。杜奧蒙堡壘構成了一個防禦複合體，包括村莊、堡壘本體、六座附屬工事、五個掩體、六個混凝土炮兵陣地、一座地下步兵掩體、兩座彈藥庫，以及若干混凝土壕溝。凡爾登的整體防禦設施包括步兵掩體、裝甲觀察所、混凝土壕溝、指揮所及地下庇護所，並以電話、電報、窄軌鐵路和公路相互連接。其砲兵力量約有1,000門，其中預備砲250門。動員時，凡爾登防禦區能駐紮66,000名士兵，並儲備了可供六個月使用的物資。

## 前奏

### 德軍準備

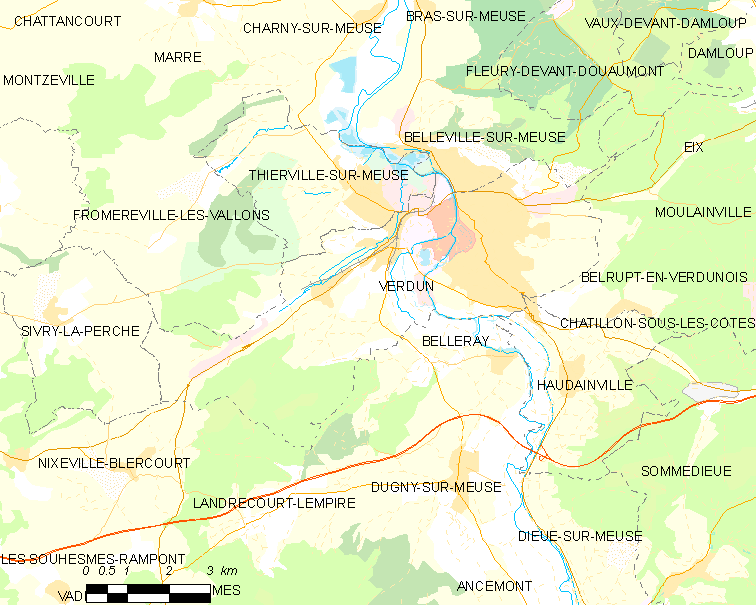
凡爾登市與郊區的地圖

自1914年起，凡爾登三面被圍，幾近孤立。1915年7月中旬，德軍第五軍團右翼部隊經連番局部攻勢，推進至「死女嶺」（La Morte Fille）與285高地山脊，切斷了橫貫阿戈讷森林、連接巴黎至凡爾登的鐵路幹線。由此，巴黎—圣默努—萊西萊特—阿戈訥地區克萊蒙—奥布雷维尔—凡尔登的铁路运输彻底中断。法国方面仅余窄轨铁路维持大宗物资的运输，而德军控制的铁路干线距前线仅24公里。第五軍團調動一軍至前線，以充勞役，為攻勢作準備。德軍驅逐當地法國居民，徵用房舍，鋪設數千公里之通信电缆，隱秘儲備彈藥糧秣，佈置砲位並巧妙偽裝。更修築十條新鐵路及二十座車站，開鑿深4.5至14米之地下掩體，足容千餘步兵安置其中。
德軍第三軍、第七預備軍及第十八軍悉数调至第五軍團，各军增援2,400名经验丰富的老兵及2,000名训练有素的新兵。第五军则置于前线之后，待攻势部队向前推进时作为支援力量。第十五军（下辖两个师）作为第五軍團預備隊，准备在法军防线崩溃时立即发起清剿行动。為維持高密度火砲攻擊，德軍特設計每日調度33列半運彈車，首6日運送彈藥足供發射二百萬發，後續12日再備二百萬發。前線附近設五所修理廠，以減少砲兵維修之延誤，德國境內之工廠亦待命，隨時修復損壞嚴重之火砲。砲兵重新部署方案經詳慎制訂，野戰砲及重型流動火砲於臼砲與超重型火砲掩護之下，逐步向前推進。凡爾登前線集結火砲1,201門，其中三分之二為重砲及超重砲，多從西線其他戰場抽調而來，以老式砲及俘獲之俄、比火砲替換。这些火炮可从三个方向轰击凡尔登突出部，同时保持分散部署于外围。

### 德軍計劃
德國第五軍團預計分為數組作戰區域，第8預備軍將佔領「甲區」、第18軍將佔領「乙區」、第3軍將佔領「丙區」、第15軍將佔領「丁區」。德軍砲兵預計於2月12日上午開始轟擊，而「甲區」至「丙區」的德軍部隊則在當天下午5時開始推進。凡能占領者，法軍前沿陣地皆應予以占據，並對第二道防線進行偵察，以便次日炮火轟擊。德軍極力減少步兵傷亡，采取緊隨大規模炮擊後推進的策略，以炮兵為主導，實施多次「有限目標進攻」，以維持對法軍的持續壓力。其初步目標為默茲高地，於該處接連弗魯瓦德泰爾、蘇維爾堡與塔萬堡，以建立堅實的防禦據點，準備抵禦法軍的反攻。「持續壓力」一詞為第五軍團司令部提出，增加了攻勢目標的模糊性。埃里希·馮·法金漢主張占領能由炮兵控制戰場的土地，而第五軍團則傾向於迅速攻占凡爾登。此一目標上的分歧，最終由各軍司令部自行協調解決。
炮兵的指揮權通過《炮兵與迫擊炮行動命令》統一，由各軍的重炮將軍負責局部目標的選擇，而鄰近軍的側翼炮火協調及特定炮位的射擊則由第五軍團總部掌控。法軍的防禦工事將由最重型的榴彈炮及側翼火力進行攻擊。重型火炮的主要任務是對法軍的補給路線及集結區進行遠程轟炸，而反炮兵火力則由專門的炮兵部隊負責，並使用毒氣彈作為主要手段。協調炮兵與步兵的合作受到特別強調，其中炮火的精準度被置於射速之上。開場的炮擊逐步加強，直到最後一小時才達到「鼓聲式炮擊」（Trommelfeuer），即以極快的射速形成炮火聲響連成一片的轟鳴。當步兵開始前進時，炮火將逐漸延伸射程，以摧毀法軍的第二道防線。炮兵觀察員會與步兵同步推進，並通過野戰電話、信號彈和彩色氣球與炮兵保持聯繫。在進攻開始後，法軍將遭受持續不斷的轟炸，即使在夜間也將實施騷擾性炮擊。

### 法軍準備

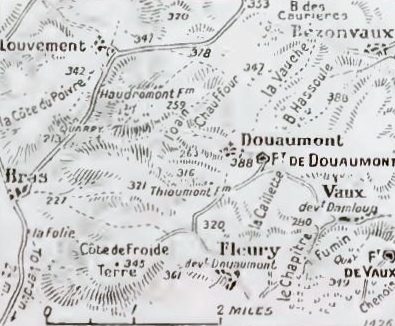
1916年2月至3月的默茲河東岸

1915年，要塞防禦陣地（RFV）內的237門火炮和647噸彈藥已被拆除，僅保留了可收放炮塔中的重型火炮。由線性防禦改造為常規壕堑與鐵絲網，但因為資源調往凡爾登西側以應第二次香檳戰役，而進展甚緩。1915年10月，開始修建被稱為第一、第二和第三陣地的塹壕線。1916年1月，法軍總參謀長愛德華·德·卡斯泰爾諾將軍檢視後，報告稱新防禦工事大體完備，但三個地區存在一些小缺陷。此時要塞守備部隊已被縮減為小型維修隊伍，一些要塞已準備拆除。維修部隊直屬於巴黎的中央軍事機構負責，以致當第三十軍司令保羅·克雷蒂安將軍於1916年1月試圖檢查杜奧蒙要塞時，被拒絕入內。杜奧蒙是RFV中最大的要塞，到1916年2月，要塞中僅剩75毫米和155毫米炮塔火炮以及掩護壕溝的輕型火炮。該要塞被68名技術人員用作兵營，由炮兵值班軍士長謝諾指揮。一個旋轉的155毫米炮塔部分有人值守，另一個則空置。霍奇克斯機槍被存放在箱子裡，四門75毫米火炮已經從掩體中拆除。吊橋被德軍炮彈卡住，無法修復。保護護城河的帶有霍奇克斯轉輪槍的火力堡（coffres）無人值守，超過5000公斤的炸藥被放置在要塞內用於拆除。時埃米爾·德里昂上校駐凡爾登，頻譴霞飛將軍從凡爾登周圍的要塞撤走了火炮和步兵。霞飛不為所動，但德里昂得戰爭部長约瑟夫·加列尼之支持，後者認為其言不謬，而最後德里昂被證明是正確的。
1916年1月下旬，法國情報部門獲悉德軍於凡爾登之實力與意圖，然霞飛以為由於對方缺乏明顯的戰略目標，這次攻擊將是一次牽制行動。在德國發動攻勢時，德軍進攻之時，霞飛原預計其他地方會發動更大規模的攻擊，但最終屈服於政治壓力，於1月23日命令第七軍前往凡爾登，守衛西岸北側。第三十軍控制著默茲河以東的突出部以北和東北部，第二軍控制著默茲河高地的東側；弗里德里克-喬治·赫爾將軍在第一線有8個半師，在近距離預備隊中有2個半師。中央集團軍（Groupe d'armées du centre）由朗格勒·德·卡里將軍統轄，備有一軍和二十軍，每個軍有兩個師作為預備隊，加上第19師的大部分；霞飛總計有25個師之戰略後備。法國火炮增援部隊使凡爾登的火炮總數達到388門野戰炮和244門重型火炮，而德國火炮有1201門，其中三分之二是重型和超重型火炮，包括14英寸和202門迫擊炮，其中一些是16英寸的。另有八個專用火焰噴射連調往第五軍團。

## 戰鬥

### 第一階段：2月21日-3月1日

#### 2月21日–26日

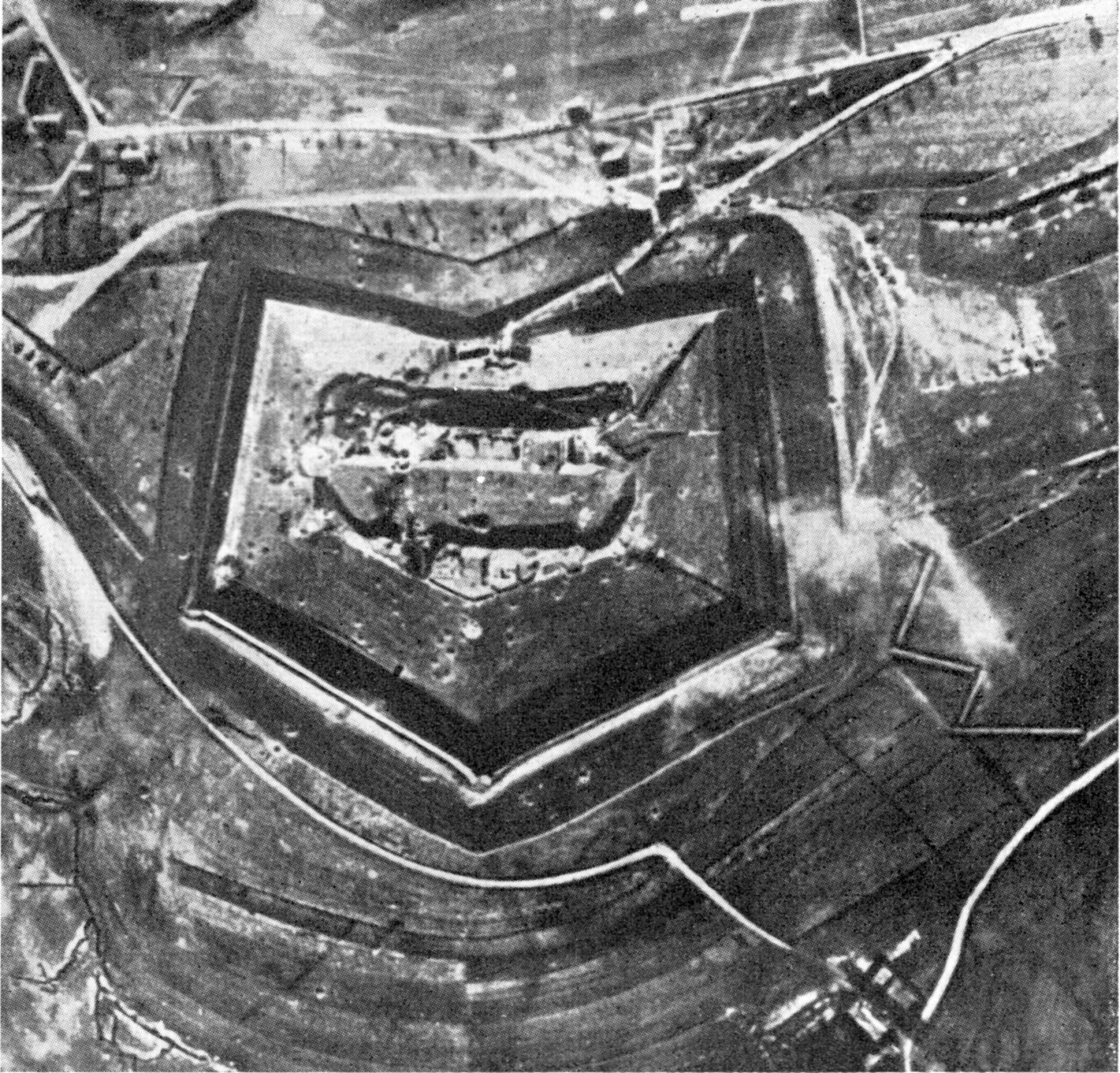
戰役前的杜奧蒙要塞，由德軍航空兵攝

「審判行動」（Unternehmen Gericht）原定於2月12日展開，但由於濃霧、暴雨和大風的影響，攻勢推遲至2月21日上午7時15分，德軍始以808門火炮進行了長達10個小時的猛烈炮擊。德軍炮兵在長約30公里、寬約5公里的戰線上傾瀉了近100萬發炮彈，其中默茲河東岸地區承受了最密集的火力。此外26門超重型远程火炮，口徑最大達420毫米，轟擊了凡爾登的要塞和市區，其轟鳴聲在160公里外都能聽到。
中午時分，炮擊暫停，德軍意圖誘使法軍倖存者暴露其蹤跡，並遣炮兵觀察機於戰區上空偵巡，而法軍之飛機未能阻撓。下午4時，德軍第三軍、第七軍和第十八軍發起進攻，德軍運用火焰噴射器，並以突擊步兵（Stormtroopers）緊隨其後，用手榴彈消滅殘餘的守軍。法軍餘部奮起抵抗，但德軍僅傷亡約600人。

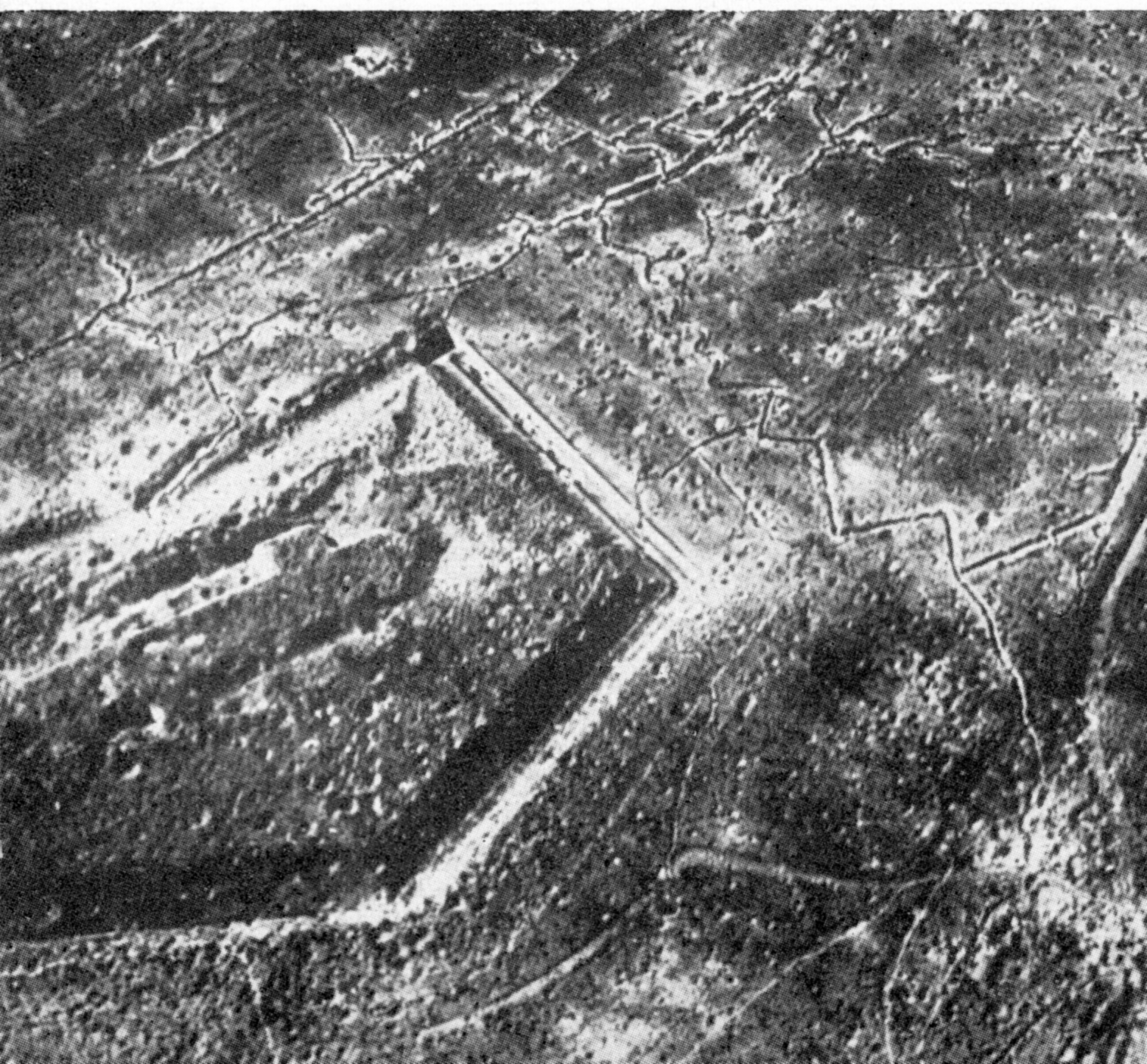
戰鬥後的杜奧蒙要塞

到2月22日，德軍已挺進五公里，攻克法拉巴斯村邊之科爾森林（Bois des Caures）。法軍兩營堅守此林兩日，然後撤至薩莫尼厄、博蒙及奥尔讷。德軍攻勢猛烈，法軍第56及59步兵營之指揮官德里昂陣亡，僅118名獵兵（Chasseurs à pied）得以突圍。由於通訊不暢，法軍統帥部至此方始察覺攻勢之嚴重性。德軍雖攻占欧蒙，然其進攻埃貝布瓦森林（Bois de l'Herbebois）卻遭法軍擊退。2月23日，法軍欲奪回科爾森林之反攻亦被挫敗。
德軍轉而自瓦夫里森林（Bois de Wavrille）側擊，迫法軍放棄防守埃貝布瓦森林。德軍於進攻福斯森林（Bois de Fosses）時損失慘重，而法軍尚守住薩莫尼厄。24日，德軍繼續進攻，法軍第三十軍被迫撤出第二道防線；第二十軍（由巴尔富里耶將軍指揮）在最後一刻趕到，迅速投入戰鬥。同日晚間，卡斯泰爾諾將軍建議霞飛調遣菲利普·贝当指揮之第二軍團至凡爾登地區。彼時，德軍已攻占博蒙村、福斯森林及科雷爾森林（Bois des Caurières），並沿哈蘇勒溝谷向杜奧蒙要塞進發。
2月25日下午3時，德軍布蘭登堡第24步兵團的步兵發起進攻，其第二、第三營並肩前進，每個營分為兩波，每波由兩個連組成。由於指令延遲傳達至側翼的團級部隊，導致第三營在側翼缺乏支援的情況下推進。德軍在埃米塔日森林（Bois Hermitage）邊緣以機槍火力掩護，迅速攻占了位於林地和347高地上的法軍陣地。法軍在347高地被側翼包圍，被迫撤退至杜奧蒙村。德軍步兵在不到二十分鐘內達成目標，並追擊撤退中的法軍，但在杜奧蒙教堂受到法軍機槍射擊。
一些德軍部隊躲藏在通往要塞的林地和峽谷中，卻遭到本方炮兵的轟擊。炮兵拒絕相信通過野戰電話傳來的消息，認為德軍步兵已接近要塞數百公尺內。幾個德軍小分隊被迫向前推進以躲避炮火，其中兩支分隊各自獨立向要塞發起進攻。德軍並不知道法軍駐守杜奧蒙要塞的僅是一支由一名准尉率領的小型維修隊，因為在1914年列日戰役中比利時堡壘被德軍巨型克虜伯420毫米迫擊炮摧毀後，大多數凡爾登的要塞已部分解除武裝。

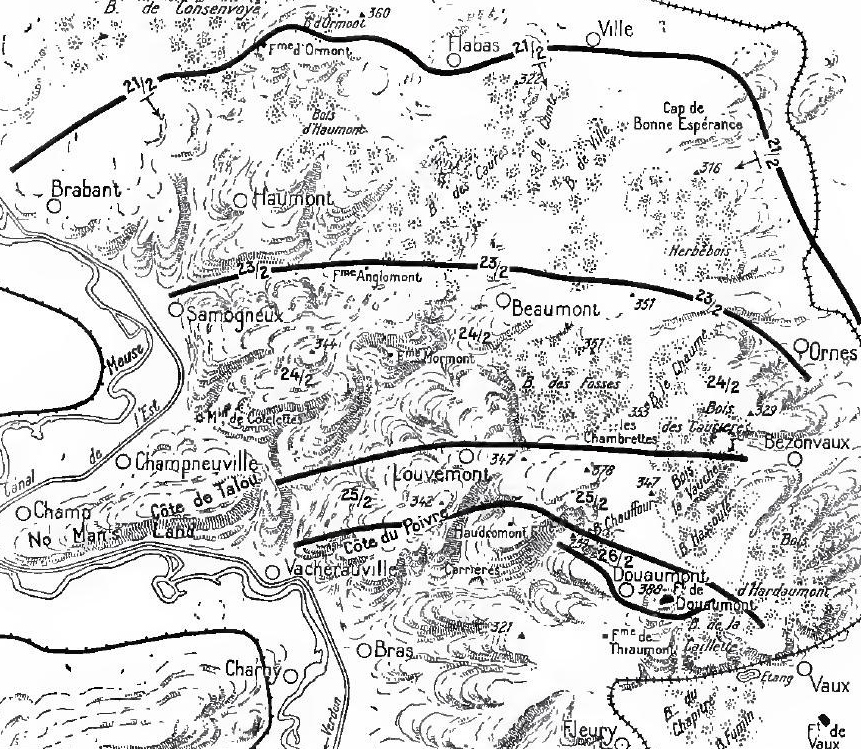
1916年2月21日－26日的凡爾登，該地位於默茲河東岸

德軍約100名士兵組成的小隊試圖用信號彈向炮兵發出信號，但由於黃昏和降雪，信號未被發現。部分小隊成員決定直接進攻堡壘，開始剪斷要塞周圍的鐵絲網。而此時杜奧蒙村的法軍機槍火力暫時停止，疑誤德軍為自378高地撤退之法軍祖阿夫兵。德軍得機抵達要塞的東北端，隨後法軍恢復射擊。德軍找到一條通往壕溝鐵欄的通路，爬下後未遭射擊，因為壕溝每個角落的機槍掩體均無人值守。德軍繼續前進，通過一個未佔據的壕溝掩體進入要塞內部，並抵達中央的防禦街（Rue de Rempart）。
德軍潛入要塞後，說服一名在觀察哨被俘的法軍士兵帶他們前往下層。在那裡，他們找到舍諾准尉和約25名法軍士兵，這幾乎是整個要塞的骨幹駐軍，並將其俘虜 到2月26日，德軍在一個10公里的戰線正面上推進了3公里；法軍損失達24,000人，而德軍損失約25,000人。法軍旋即發動反攻，欲奪回杜奧蒙堡，然攻擊未克。菲利普·贝当遂命令諸軍，勿再嘗試攻取堡壘，現有的防線應加以鞏固，其餘要塞需被佔領、重新武裝並補給，以便在被包圍時能抵擋圍攻。

#### 2月27日–29日
2月27日，德國的進攻進展甚微。解凍使地面變成沼澤，而法軍援兵陸續抵達鞏固陣地防禦。一些德國火炮變得無法使用，其他炮兵陣地則陷入泥潭。德國步兵開始遭受疲憊和出乎意料的高傷亡，僅在杜奧蒙村附近的戰鬥中就損失了500人。2月29日，德國的進攻在杜奧蒙被大雪和法國第33步兵團的頑強抵抗所遏制。德軍的延誤為法國爭取到了時間，得以從巴勒迪克的鐵路樞紐調集了90,000名士兵和23,000噸彈藥。德軍步兵過快的推進使其超出了掩護射擊的火炮射程，而泥濘的條件使得按照計劃將火炮向前推進變得非常困難。德國向南的進攻反而讓其進入默茲河以西的法國火炮射程，反而暴露於默茲河西岸法軍炮火之範圍內，遂受重創，損失尤甚於此前諸役。

### 第二階段：3月6日-4月15日

#### 3月6日–11日

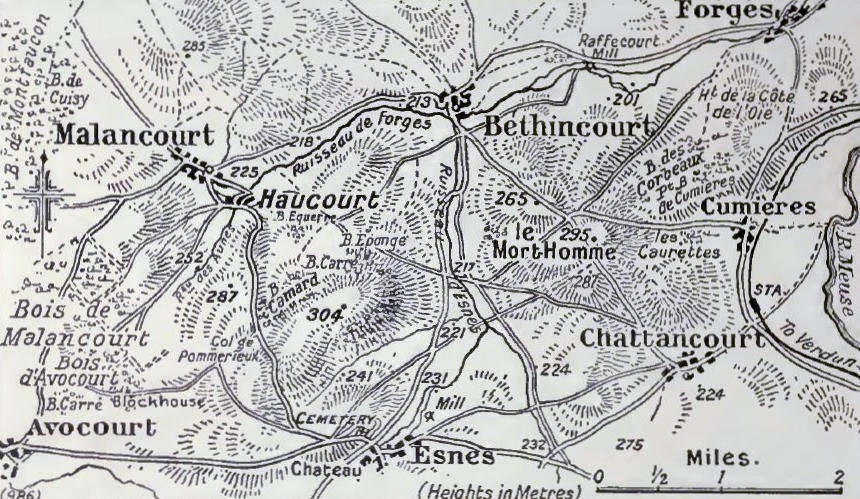
勒莫羅姆與304號山

法金漢在攻勢發起前預估西岸的法軍砲兵將會被德軍砲火壓制，但事與願違。德軍起初組建了一支專門的炮兵部隊，以反擊來自西岸的法軍炮火，但未能減少德軍步兵的傷亡。第五軍於2月末請求增援部隊，但法金漢以東岸已取得快速進展，以及他需要將剩餘的最高陸軍指揮部預備隊用於在其他地方發起的攻勢為由，拒絕了這一請求。他計劃一旦凡爾登的攻勢吸引並消耗了法軍的預備隊，便在其他地方發動攻勢。2月27日，德軍的推進暫停，這使得法金漢開始重新考慮，是在此終止攻勢，還是對其進行增援。2月29日，第五軍參謀長克諾貝爾斯多夫從最高陸軍指揮部預備隊中爭取到了兩個師，並保證一旦佔領了西岸的高地，東岸的攻勢便可完成。第六後備軍得到了第十後備軍的增援，以奪取一條從阿沃庫爾以南至埃斯內以北的304高地、勒莫羅姆、屈米耶爾森林和205高地的戰線，從這些地點可以摧毀西岸的法軍炮兵。
西岸兩個軍的突擊部隊之炮兵得到了25個重炮兵連的增援，炮兵指揮權統一由一名軍官負責，並安排東岸的炮兵提供支援。進攻由海因里希·馮·戈斯勒將軍計劃，分為兩個部分，分別於3月6日進攻勒莫羅姆和265高地，然後於3月9日進攻阿沃庫爾和304高地。德軍的炮擊將304高地的頂部從304米的高度削低至300米；勒莫羅姆掩護著法軍的野戰炮兵陣地，阻礙了德軍在右岸向凡爾登的推進；這些山丘也提供了俯瞰左岸的有利位置。起初奪取科爾博森林，但隨後被法軍反攻而失之，隨即於3月9日再自貝坦庫爾西北方攻擊勒莫羅姆。德軍付出了巨大的傷亡代價，再次奪取了科爾博森林。然後於3月14日佔領了勒莫羅姆的部分地區、304高地、庫米埃爾和沙塔庫爾。

#### 3月11日-4月9日

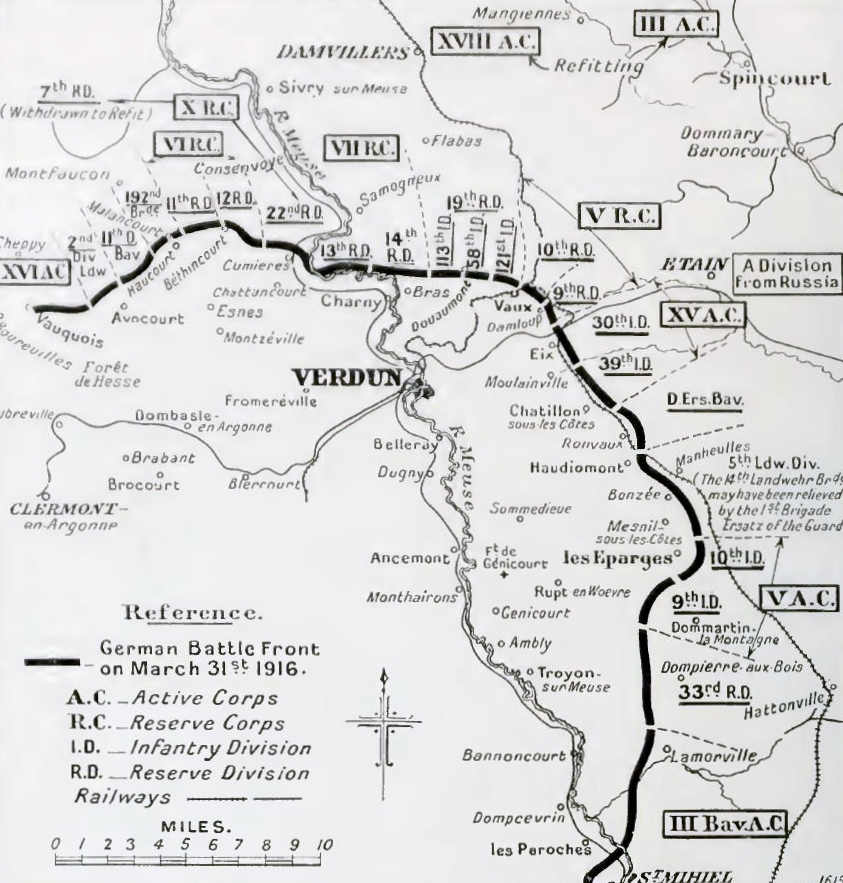
1916年5月31日德軍在凡爾登的部署

德軍進攻一週後，已達成首日既定目標，然而發現法軍在馬爾山丘與布魯斯森林後方的砲兵仍在運作，對東岸的德軍造成重大傷亡。德軍遂將砲兵轉移至265號山，卻遭法軍系統性的砲火壓制，迫使德軍必須展開西岸攻勢的第二階段，以保護首階段所得之地。德軍的攻勢由此轉變為窄正面、有限目標的小規模作戰，而非大範圍的全面攻擊。
3月14日，德軍攻占莫罗姆西端的265高地，然而法軍第75步兵旅堅守東端的295高地不退。3月20日，德軍經由13,000發壕溝迫擊砲彈的轟擊後，第11巴伐利亞師與第11預備師向阿沃庫爾森林與馬朗庫爾森林發起進攻，迅速到達初始目標。指揮官戈斯勒遂下令暫停攻勢，以鞏固所得之地，並準備次日的大規模轟炸。3月22日，兩個師向304高地附近的「白蟻山」發起攻擊，卻遭遇法軍密集砲火，不僅攻擊受挫，其集結地與後勤線路亦受重創，最終使德軍無法進一步推進。
德軍的有限戰果是以高昂的代價換來的，且當德軍步兵試圖挖掘戰壕時，法軍的炮火又造成了更多傷亡。到3月30日，戈斯勒將軍所部已經攻下了馬朗庫爾森林，但付出了約20,000人的傷亡代價，且仍未能攻占304高地。3月30日，第22預備軍作為增援部隊抵達，而馬克斯·馮·加爾維茨將軍成為新成立的「西方攻擊集團」司令。馬朗庫爾村於3月31日被攻下，奧庫爾於4月5日陷落，貝坦庫爾於4月8日被佔領。在東岸，德軍於沃村附近的攻擊推進到了卡耶特森林和沃—弗勒里鐵路，但隨後被法國第5師擊退。4月9日中午，德軍在更廣的正面發動了沿兩岸的攻擊，並投入了五個師參戰，但除了在勒莫羅姆取得突破迫使法國第42師撤出其東北坡之外，其餘地區均遭法軍擊退。在右岸，德軍對於普瓦弗山坡（Côte-du-Poivre）的攻擊也告失敗。

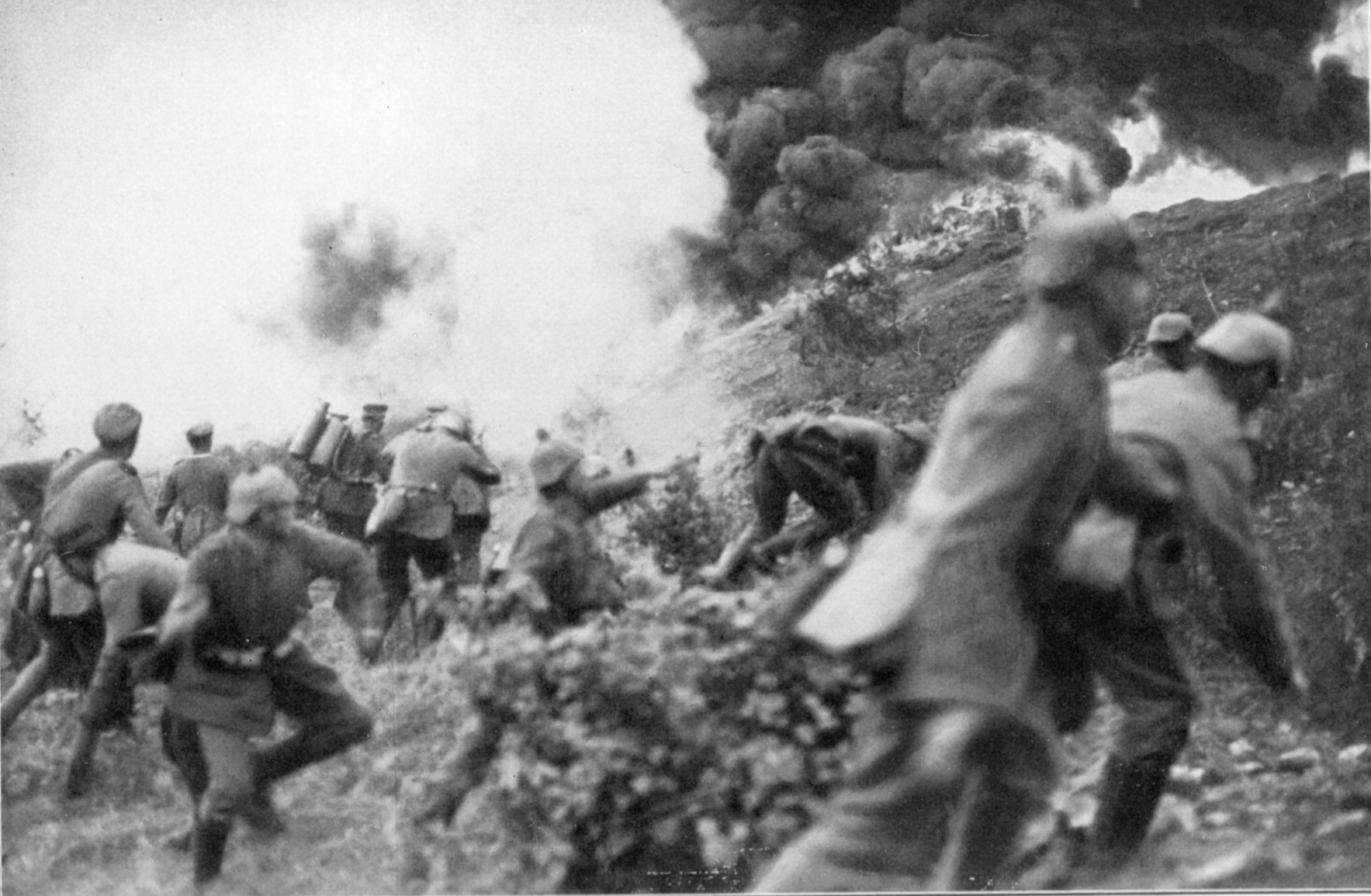
德軍步兵對勒莫羅姆的進攻

三月時，德軍的攻勢已失去奇襲的優勢，面對的是一支決心頑強、補給充足並佔據優勢防禦位置的敵軍。雖然德軍炮兵仍能摧毀法軍的防禦陣地，但卻無法阻止法軍炮火對德軍步兵造成大量傷亡，並切斷其補給。儘管集中炮火能夠幫助德軍步兵取得小幅進展，但法軍集中炮火同樣能幫助其步兵在反攻時驅逐德軍，導致德軍遭受持續損失，即便已佔領的陣地仍然守住也不例外。德軍在西岸的攻勢也顯示出，僅僅奪取一個關鍵點並不足夠，因為這些地點往往被其他地形高點俯瞰，若要確保原先陣地的防禦，必須再行奪取這些高點，這使得德軍無法停止攻擊，除非願意撤回到1916年2月的原始戰線。
到三月底，攻勢已使德軍付出了81,607人的傷亡代價，埃里希·馮·法金漢開始考慮終止攻勢，以避免其變成又一次代價高昂且無法定奪的交戰。德軍第五軍團參謀部於3月31日請求法金漢提供更多增援，並提交了一份樂觀報告，聲稱法軍已接近崩潰，無力發動大規模攻勢。第五軍團指揮部希望繼續在東岸發動攻勢，直到達成一條從蒂奧蒙要塞到弗勒里、蘇維耶要塞及塔瓦納要塞的防線，同時利用法軍的反攻來削弱其西岸的力量。4月4日，法金漢回覆指出，法軍仍保留了相當的後備力量，而德軍的資源有限，無法持續補充人力和彈藥。他表示，如果東岸恢復的攻勢無法抵達默茲高地，他將接受攻勢失敗並結束此次行動。

### 第三階段：4月16日-7月1日

#### 4月

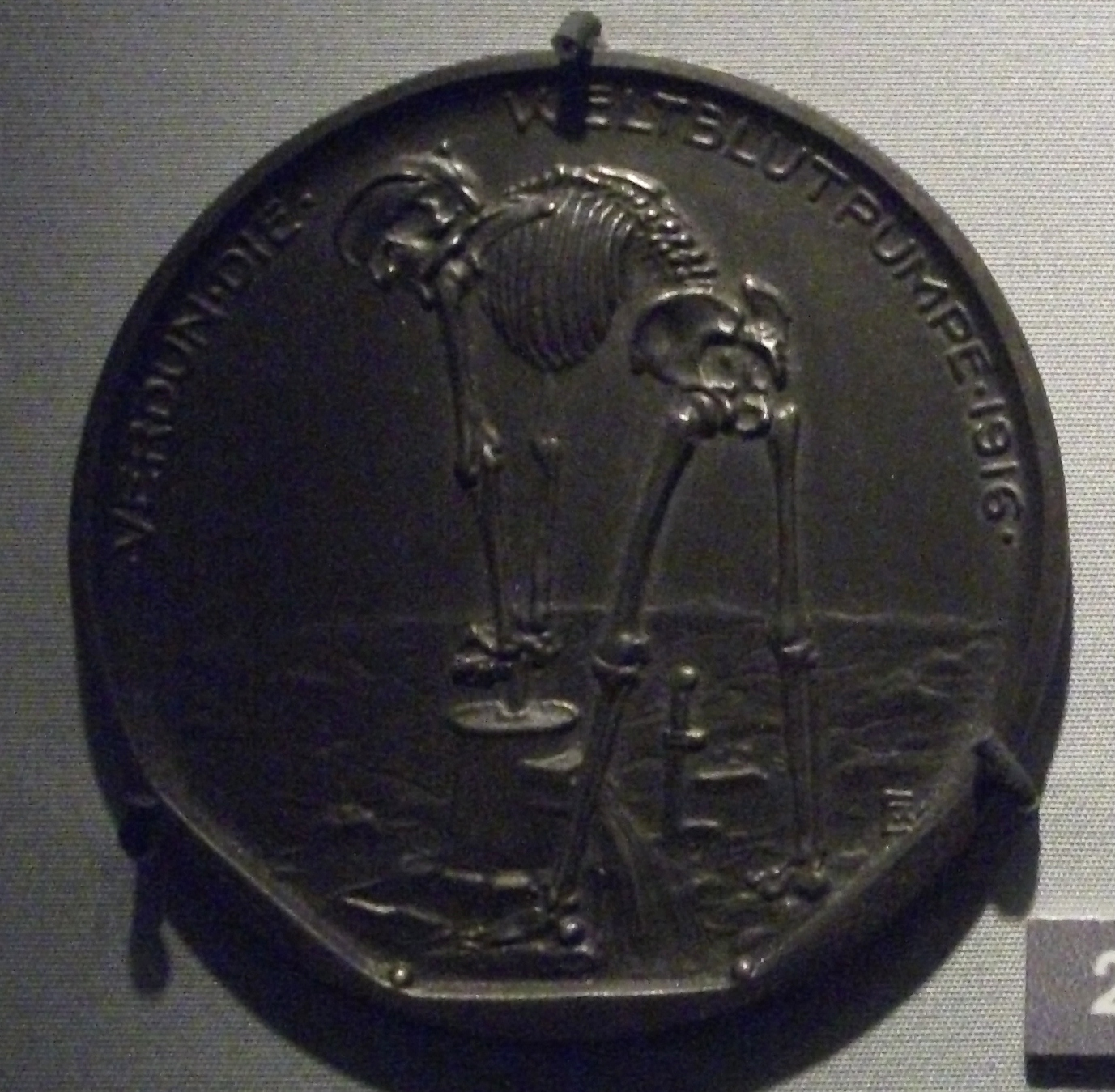
《凡爾登，世界的血泵》
1916年的德軍宣傳獎章

德軍「東方攻擊集團」於4月初的攻擊失敗後，第五軍團參謀長克諾貝爾斯多夫向第五軍團的各軍指揮官徵詢意見，他們一致表示希望繼續進攻。然而，德軍步兵在進攻中不斷暴露於來自兩側及後方的法軍炮火之下，後方和預備陣地的通訊線路同樣容易遭到攻擊，這導致人員傷亡持續不斷。防禦陣地的建設也極為困難，因為現有的陣地多處於被德軍早期轟炸夷平的地區，缺乏掩蔽設施。第十五軍司令迪姆林將軍還報告說，法軍的重型炮火及毒氣攻擊正削弱德軍步兵的士氣，這使得部隊必須繼續前進以抵達更安全的防禦位置。克諾貝爾斯多夫於4月20日就這些發現向法金漢報告，並指出如果德軍不繼續向前，那麼就必須撤回到2月21日的起始線。
克諾貝爾斯多夫反對穆德拉將軍擔任「東方攻擊集團」指揮官期間所採用的有限且零星進攻策略，他主張恢復以廣正面、無限制目標的大規模攻擊，以迅速達成從蒂奧蒙要塞到弗勒里、蘇維耶要塞及塔瓦納要塞的目標線。法金漢最終同意採取此新戰略。截至4月底，德軍已向凡爾登增派了21個師，幾乎動用了最高陸軍指揮部的所有預備隊，並從東線調來部隊支援。這種大規模、無限制的攻擊對雙方來說代價高昂，但德軍的推進速度依然緩慢。德軍原本期望藉由重炮火力摧毀法軍，並將步兵置於穩固的防禦位置，使法軍被迫進攻而承受巨大傷亡，但實際上德軍卻依靠攻擊引發法軍反攻來造成傷亡，並假定這一過程中法軍的損失為德軍的2.5倍。
3月中旬，法金漢提醒第五軍團採用保護步兵的戰術，此前他曾允許各軍團指揮官自行選擇採取謹慎的「逐步推進」戰術（這是法金漢所希望的）或極力進攻以快速達成目標的策略。在攻勢的第三天，第三軍第六師司令埃瓦爾德·馮·洛克豪將軍下令「不惜一切代價」奪取埃貝布瓦，而第五師則進攻瓦夫里耶。法金漢敦促第五軍團使用由兩個步兵小隊和一個工兵小隊組成的突擊部隊(Stoßtruppen），配備自動武器、手榴彈、迫擊炮和火焰噴射器，在主力步兵部隊之前發起攻擊。法金漢還命令將野戰炮兵和重炮部隊的指揮權合併，並在每個軍團司令部設立指揮官。通用的觀測員和通信系統將確保不同地點的炮兵連能對目標進行集中火力，火力將被系統性地分配以支援各師作戰。

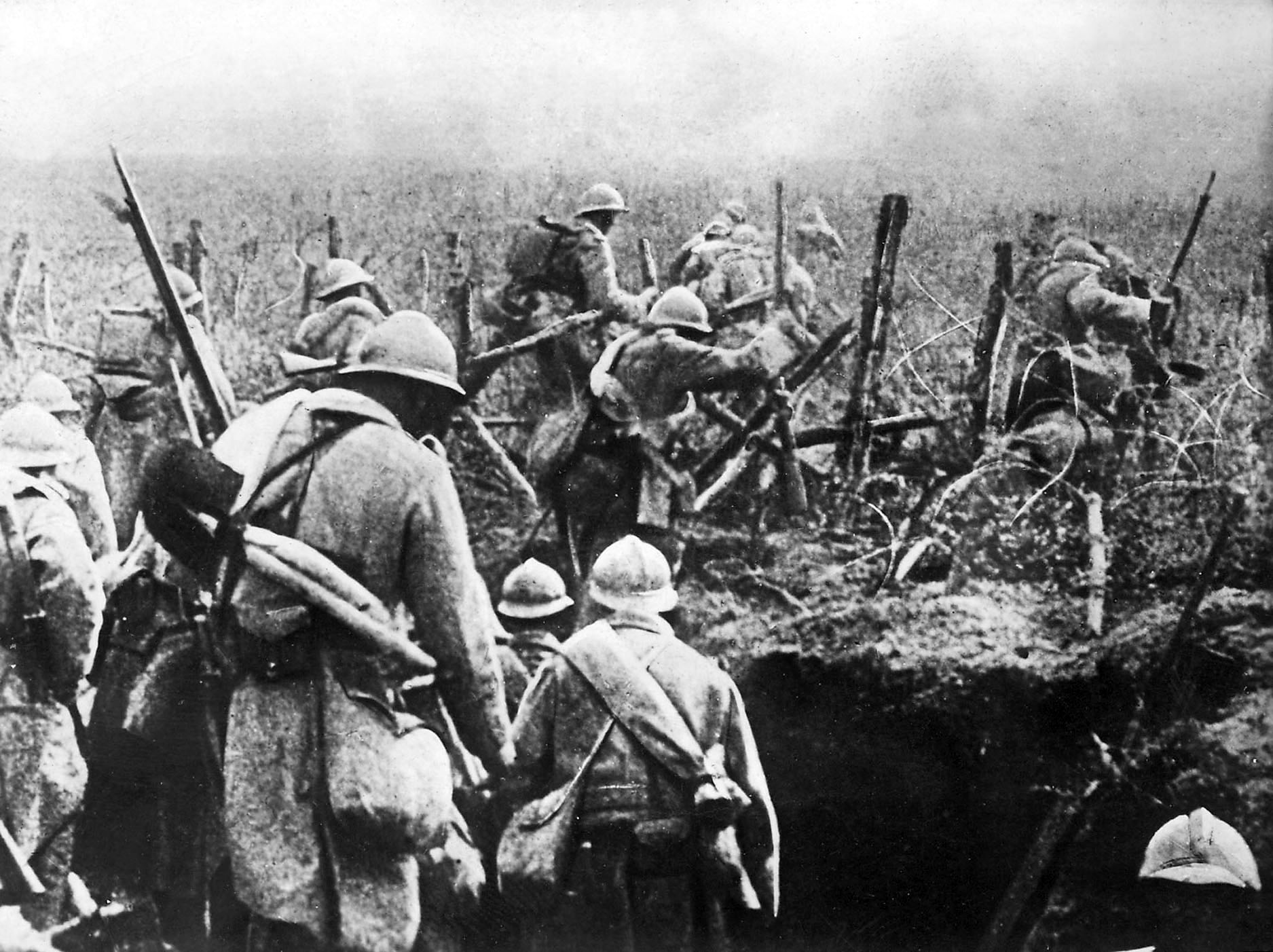
法軍步兵從戰壕中出擊

4月中旬，法金漢下令步兵應緊跟在炮火掩護之後推進，以利用炮擊對殘存守軍的壓制效果。克諾貝爾斯多夫堅持嘗試保持進攻的勢頭，這種方式與通過有限攻擊保存兵力、並利用間歇期進行鞏固與準備的戰略相矛盾。不認同此策略的穆德拉和其他指揮官遭到撤職。法金漢也更改德軍的防禦戰術，主張分散式防禦，將第二道防線作為主要的抵抗線以及反擊的出發點。機槍則應設置成交叉火力，步兵被指定防守特定區域。他認為當法軍步兵發動攻擊時，應使用封鎖炮火（Sperrfeuer）轟擊他們的原前線，以增加法軍步兵的傷亡。然而，法金漢所期望的這些變革效果甚微，因為德軍傷亡的主要原因是敵方的炮火攻擊，這與法軍的情況相同。

#### 5月4日–22日
自5月10日起，德軍攻勢漸趨局部，或因應法軍四月上旬各地反攻、或取具戰略價值之要地。菲利普·贝当於五月晉升中央集團軍司令，駐守凡爾登之第二軍團則改由羅貝爾·尼維爾將軍統領。自5月4日至24日，德軍於西岸莫爾翁附近展開攻擊。其於4日攻克304高地之北坡，5日與6日力挫法軍之反攻，至七日擊退304高地之頂法軍，惟因法軍炮火密集轟擊，德軍步卒亦難以奪取全線脊樑。時法軍展開對杜奧蒙要塞之反擊，而屈米耶爾及考雷特於5月24日被德軍佔領。

#### 5月22日–24日

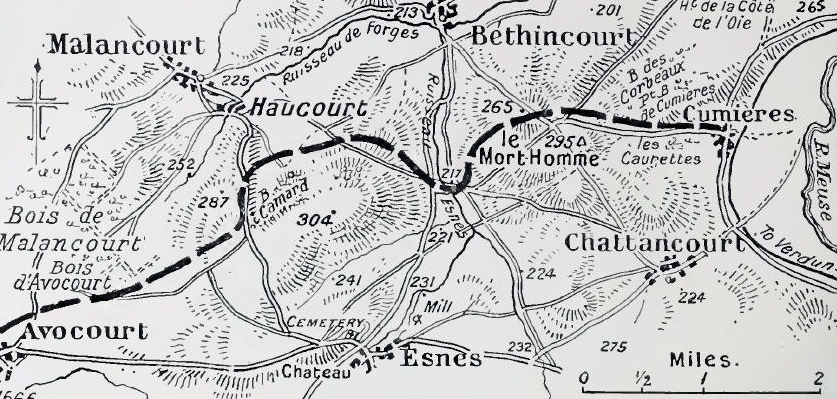
1916年5月的勒莫羅姆前線

五月間，尼維爾將軍接掌第二軍團後，下令第五師師長夏爾·芒然策劃奪回杜奧蒙要塞的反攻計畫。起初的計畫是以3公里的正面發起攻擊，但數次德軍的小規模進攻改變了局勢。德軍先後奪取了要塞東南側的福斯科特峽谷和西側的庫勒沃峽谷，隨後又佔領了庫勒沃峽谷南側的山脊，這不僅為其提供了更便捷的反擊路徑，還使其能有效觀察法軍在南部和西南方向的防線部署。芒然因此提議先進行一次初步攻擊，奪回峽谷周邊地區，以封鎖德軍可能對要塞進行反擊的路徑。然而，由於法軍需保留足夠兵力參與即將展開的索姆河攻勢，高層拒絕調派更多部隊支援，芒然僅能動用一個師進攻，另有一個師作為預備隊。尼維爾隨後將攻擊規模縮減，目標範圍集中於摩爾歇戰壕（Morchée Trench）、埃維克山脊、豐丹戰壕、杜奧蒙要塞、一處機槍塔和翁格魯瓦戰壕。此行動計劃需在寬1,150公尺的戰線上推進500公尺，以完成攻勢目標。

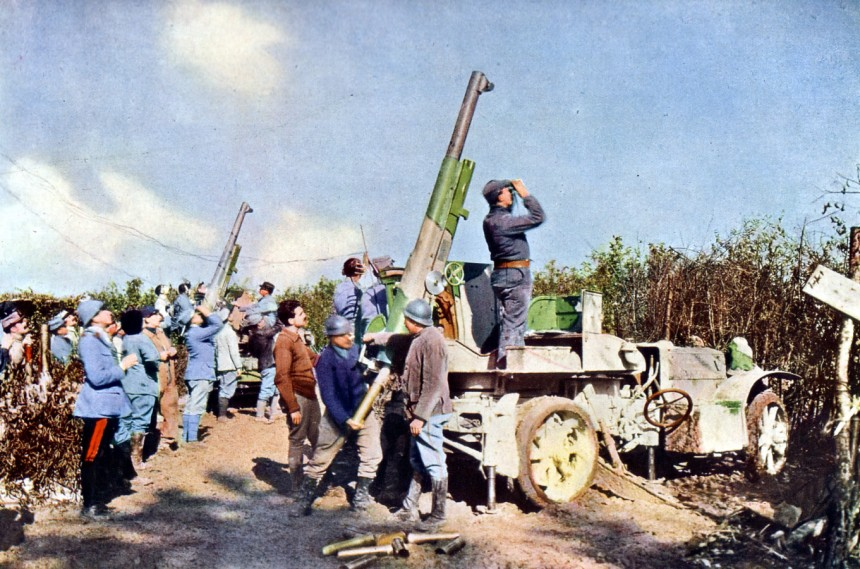
1916年在凡爾登戰役中的法軍防空炮，由奧托克羅姆技術拍攝的彩色影像

法軍第三軍指揮第5師和第71旅發動攻勢，並由三個氣球連與一個飛機群支援。主要攻勢由第129步兵團的兩個營發起，每個營都配有一個工兵連和一個機槍連。第二營從南側發起進攻，第一營沿著堡壘西側向北端推進，奪取豐丹戰壕，並與第六連會合。第74步兵團的兩個營沿堡壘東側和東南側推進，目標是占領東側山脊上的一個機槍炮塔。作戰計劃還包括與鄰近團的側翼支援，以及在沃要塞和「女士峽谷」附近實施牽制行動。進攻的準備工作包括挖掘12公里長的戰壕，以及建設大量的補給和儲存設施，但由於工兵短缺，進展甚微。5月13日，法軍士兵被俘後向德軍透露了作戰計劃，德軍隨即對該地區進行更為頻繁的炮火騷擾，進一步拖慢了法軍的準備工作。
5月17日，法軍使用四門370毫米迫擊炮和300門重炮展開初步轟炸，到5月21日，法軍炮兵指揮官聲稱堡壘已遭受嚴重損壞。駐守堡壘的德軍在轟炸期間面臨極大的壓力，法軍重型炮彈在牆壁上炸開了缺口，混凝土塵埃、發電機的廢氣以及被挖出的屍體釋放的氣體污染了空氣。堡壘的水源短缺，但直到5月20日仍能運作，情報仍被傳回後方，增援部隊也持續向前推進。然而，當日下午混凝土掩體（Casemate de Bourges）被孤立，西北機槍塔內的無線電站被燒毀。
駐守堡壘周邊的德軍步兵條件更加惡劣。到5月18日，法軍的毀滅性炮轟已摧毀了多數防禦陣地，倖存者只能在彈坑或地形凹陷處躲藏。與後方的通信中斷，直到5月22日法軍進攻時，補給的食物和水早已耗盡。堡壘前方第52步兵團的部隊被削減至僅剩37人，分布在蒂奧蒙農場附近，而德軍的反擊炮火也對法軍造成了類似的損失。5月22日，法軍的紐波特戰鬥機對八個觀測氣球展開攻擊，擊落其中六個，自身損失一架紐波特11戰鬥機；其他法軍飛機則對位於斯特奈的德國第五軍團總部發起攻擊。德軍炮火隨後加強，並在進攻前20分鐘展開猛烈轟炸，將第129步兵團各連削減至約45人。

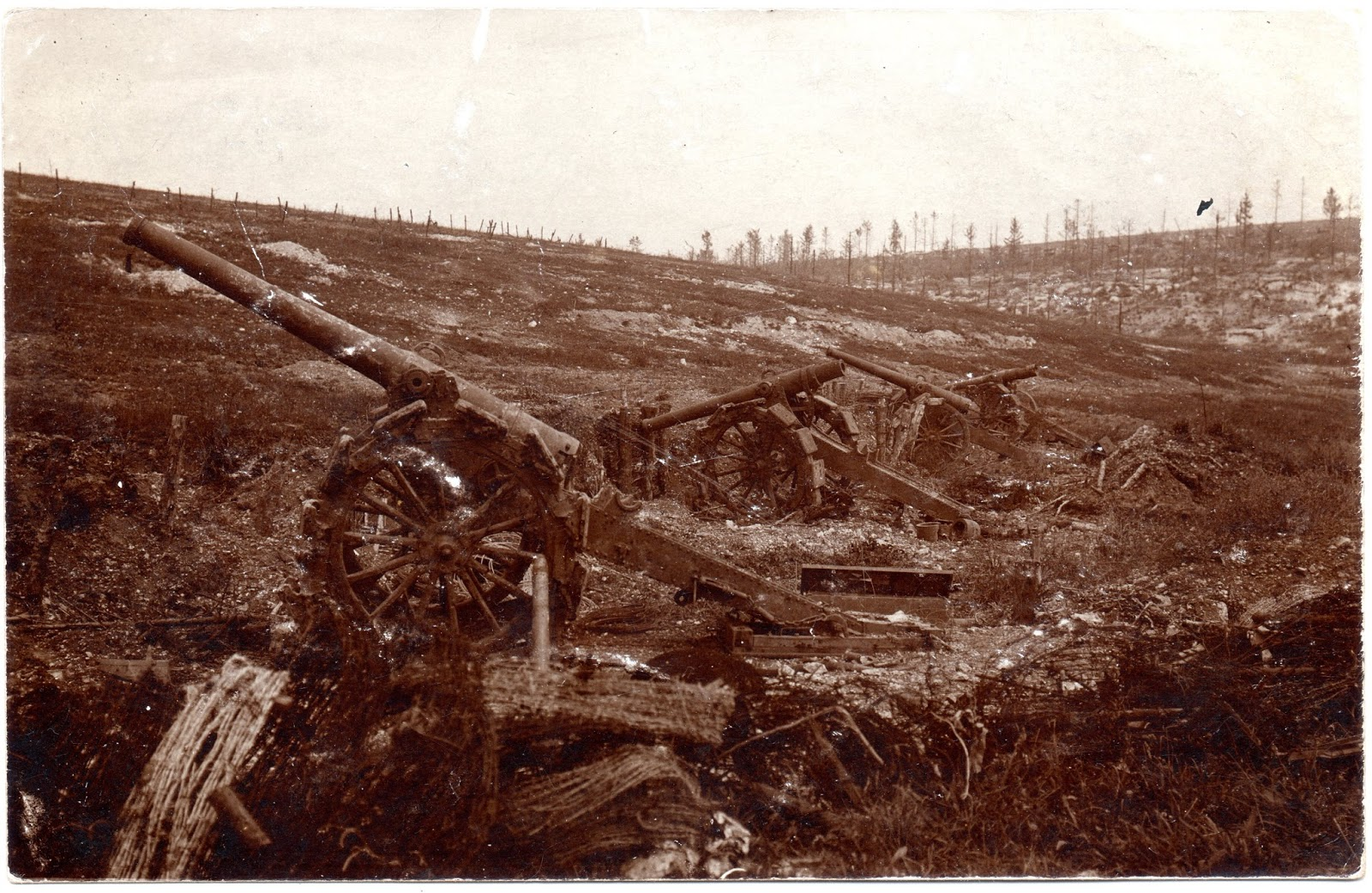
法軍火砲連被德軍部隊佔領（可能為第34步兵師）

5月22日上午11時50分，法軍對一條寬約一公里的正面進攻。左翼的第36步兵團迅速攻占摩爾歇戰壕和埃維克山脊，但因損失慘重無法繼續推進。右翼的掩護部隊則大部分被壓制，有一個連失去聯絡。在卡耶特森林，第74步兵團的一個營未能離開戰壕，而另一個營成功到達其目標，包括位於卡耶特森林邊緣的彈藥庫與掩體「DV1」，以及堡壘東側的機槍炮塔。
儘管遭遇德軍的輕武器火力，第129步兵團在數分鐘內抵達堡壘，並成功從西側和南側進入堡壘內部。到當晚，法軍已奪回約半數堡壘區域，翌日第34師被派往增援堡壘內的法軍。然而，增援行動未能成功，德軍預備隊設法切斷了堡壘內法軍的聯繫，迫使其投降，德軍俘虜了約1,000名法軍士兵。在三天的戰鬥中，法軍投入此次進攻的12,000人中損失了5,640人，而德軍第52步兵團、第12掷彈兵團及第8近衛掷彈兵團則共損失了4,500人。

#### 5月30日-6月7日
1916年5月下旬，德軍攻勢由西岸莫罗姆及304高地轉至東岸杜奧蒙要塞之南。德軍攻抵法軍最後一道防線弗勒里山脊，其意在奪取法軍東北防線之蒂奧蒙要塞、弗勒里、蘇維耶要塞及沃要塞。此區自戰端開啟以來，每日為約八千顆炮彈所轟擊。六月初，德軍出動步卒萬人，於6月2日攻佔沃要塞之頂。戰鬥激烈，法軍守軍堅守至水源耗盡，存者僅574人，於6月7日被迫投降。然德軍亦損失慘重，傷亡與失蹤者達2,742人。沃要塞淪陷之訊傳至凡爾登，市民與守軍緊急於城郊掘壕築防。西岸方面，德軍自304高地、莫羅姆及屈米耶爾一線，向法軍所控之阿沃库尔與沙唐库尔進擊。時值大雨，德軍攻蘇維耶要塞之勢受阻。此地戰況激烈，雙方往復爭奪，兩月之間交替易手，未有定局。

#### 6月22日–25日

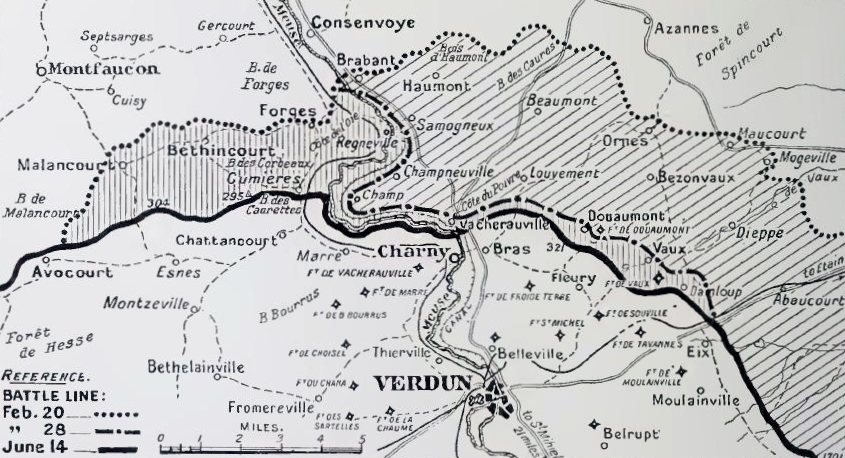
德國第五軍團從2月至6月佔領的凡爾登地區

6月22日，德軍砲兵向法軍砲兵陣地發射超過11.6萬發双光气化學武器，導致超過1,600人傷亡和大量火砲的暫時停火。隔日清晨5時，德軍向五公里長的防線發動攻擊，並建立一個3乘2公里的突出部。德軍攻勢持續至上午9時，直到法軍部隊開始進行後衛作戰。德軍佔領南方的蒂奧蒙要塞和富瓦德特爾要塞，並控制弗勒里和沙佩勒聖凡村。德軍進攻箭頭抵達蘇維耶要塞附近，僅距凡爾登大教堂5公里。
1916年6月23日，尼維爾下令
Vous ne les laisserez pas passer, mes camarades（他們絕不能通過，我的戰友們。）
法軍迅速重奪沙佩勒聖凡，德軍進攻被迫停止。德軍步兵的供水補給陷入匱乏，突出部在三面受到打擊下變得脆弱，德軍在缺乏双光气補給的情況下無法繼續進攻，沙佩勒聖凡成為德軍在凡爾登戰役中到達的最深處。弗勒里自6月23日至8月17日被法德雙方交替控制了十六次，同時四個法國師從索姆河調至凡爾登。6月24日，法軍火砲恢復到足以切斷德軍前線與後方的聯繫。到了6月25日雙方陷入膠著，德軍參謀克諾貝爾斯多夫下令停止進攻。

### 第四階段：7月1日-12月17日
5月底，凡爾登的法軍傷亡已達到18.5萬人；6月，德軍傷亡已達到20萬人。東線的布鲁西洛夫攻势與西線的索姆河战役迫使德軍將部份火砲從凡爾登轉移，法軍取得戰略性的勝利。

#### 7月9日–15日

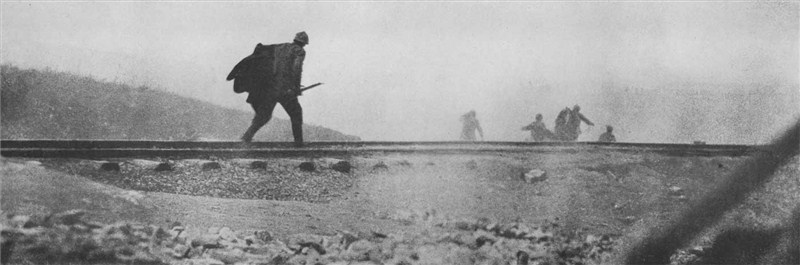
法軍步兵在砲火下進攻

蘇維耶要塞控制著弗勒里東南方1公里的山峰，是德軍2月攻勢的原先作戰目標之一，佔領該地能夠使德軍控制制高點、俯視凡爾登。德軍於7月9日開始預備砲擊，試圖發射超過6萬發毒氣砲彈壓制法軍的砲火，但因為法軍裝備著改良後的M2防毒面具而效果微乎其微。蘇維耶要塞及其周圍被超過30萬枚砲彈轟炸，包含直接打擊要塞的500枚360毫米炮彈。
7月11日，德軍三個師發起進攻，但其步兵擠在通往蘇維耶要塞的道路上並遭到法軍炮兵的砲擊，倖存的部隊則被佔據要塞上層的60名法軍機槍兵射擊。德軍第140步兵團的30名士兵在7月12日抵達要塞頂，德軍士兵已經可以看到凡爾登市建築的屋頂和大教堂的尖塔。然而法軍中尉克萊貝爾·迪皮中尉率部反擊，德軍部隊皆投降或撤回起始點。7月11日，法金漢下令威廉皇儲將部隊轉入守勢。7月15日，法軍發動一次大型反擊但未能奪回領土；下半月，法軍僅發動一些小型攻勢。

#### 8月1日-9月17日
8月1日，德軍向蘇維耶要塞推進900公尺。此舉使法國發動時常兩週的反擊，奪回一些被佔領的領土。8月18日，弗勒里被法軍收復；9月，法軍奪回於7月和8月損失的領土。8月29日，法金漢被保罗·冯·兴登堡與埃里希·鲁登道夫取代，前者成為總參謀長、後者成為第一軍需將軍 9月3日，法軍對弗勒里兩翼推進數百公尺，並擊退德軍在9月4日和5日的反擊。法軍在9月9日、13日和15日至17日持續進攻，除了於9月4日在塔瓦訥隧道因火災導致474名法軍士兵死亡外，整體傷亡十分輕微。

#### 10月20日–11月2日

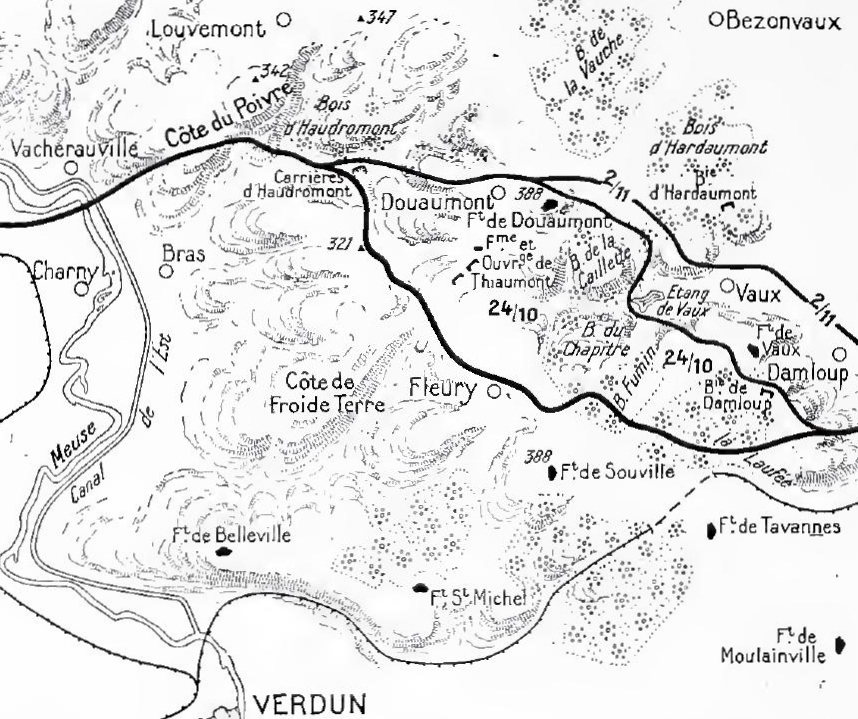
第一次凡爾登攻勢，1916年10月24日–9月2日

1916年10月20日，法國發動第一次凡爾登攻勢（1ère Bataille Offensive de Verdun）以奪回杜奧蒙要塞。至10月中旬，凡爾登地區的22個法軍師中有7個被替換，法軍步兵排進行重組，包含步槍兵、小型榴彈兵與機槍兵組成的單位。為攻勢鋪路，法軍進行了為期六天的炮擊，總計發射855,264發炮彈，其中包括超過50萬發75毫米野戰炮彈、10萬發155毫米中型火炮炮彈，以及373發370毫米與400毫米超重型炮彈，動用超過700門火炮與榴彈炮。
法軍從位於西南方13公里的貝萊考，利用兩門聖沙蒙火炮（Saint-Chamond）400毫米鐵道炮發射超重型炮彈，每枚炮彈重達1美噸。根據法軍情報，德軍在右岸部署了約800門火炮，可為第34師、第54師、第9師及第33預備師提供支援，另有第10師及第5師作為預備隊。至少20枚超重型炮彈擊中杜奧蒙堡壘，其中六枚穿過屋頂並在倉庫中爆炸，引發火災並摧毀7,000枚手榴彈。

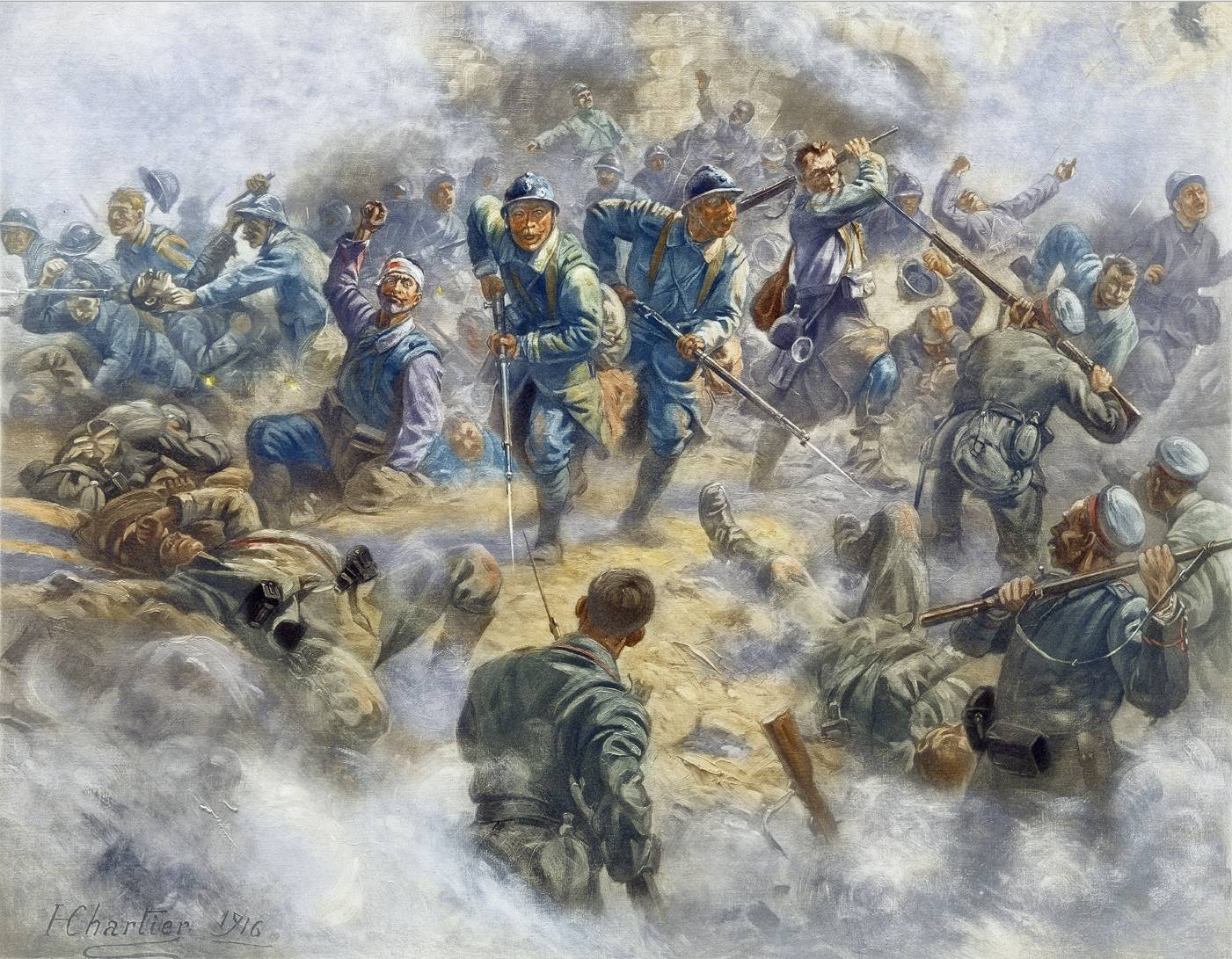
法軍步兵重奪杜奧蒙

芒然將軍指揮的法國第38、第133和第74師於10月24日上午11時40分發動攻擊。法軍步兵在火砲彈幕和霧氣的掩護下衝出戰壕，並採用尼維爾將軍的徐進彈幕戰法推進。法軍在第38師指揮官阿瑟·德·薩蘭的率領下佔領杜奧蒙要塞，並推進至沃要塞附近。法軍在一系列的行動中損失輕微，成功俘虜超過6,000名敵軍和15門重砲。10月25日法軍對沃要塞的進攻失敗了，但法軍得以轉移他們的火炮至沃要塞附近，這將對下週的軍事行動產生積極影響。
法軍收復歐迪奧蒙採石場、蒂奧蒙要塞、蒂奧蒙農場、杜奧蒙村、凱萊特森林、沃池塘、布瓦菲米東側和當盧炮台等一系列地區。在接下來的一週，法軍最重型火炮持續轟炸沃堡，最終於11月2日迫使德軍撤離堡壘。當一枚220毫米炮彈引發劇烈爆炸後，法軍竊聽到德軍無線電通訊，得知其撤退消息。一支法軍步兵連在無抵抗下進入堡壘。至11月5日，法軍推進至2月24日的戰線，之後進攻行動暫停至12月。

#### 12月15日–17日

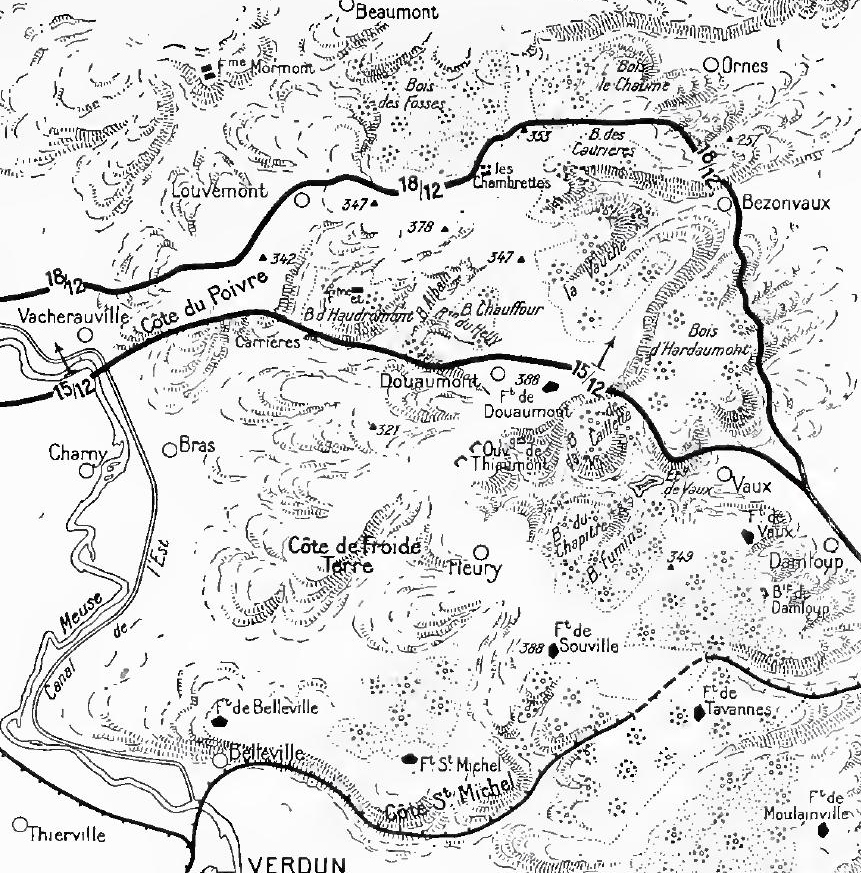
第二次凡爾登攻勢，1916年12月15–16日

第二次凡爾登攻勢（2ième Bataille Offensive de Verdun），由貝當與尼維爾策劃，指揮重任由夏爾·芒然將軍承擔。法軍動員第126師、第38師、第37師及第133師，並以四個預備師及740門重砲支援，展開猛烈攻勢。經六日密集砲火壓制，827門火砲共發射117萬枚砲彈，至12月15日上午10時，法軍發起總攻。最終轟擊階段，藉由偵察機精確引導，砲火直擊德軍戰壕、掩體及觀察哨，德軍防線陷入危機。彼時德軍有五個師駐守，配備533門火砲，佔據防線陣地，前線集結約三分之二的兵力，其餘則作預備隊使用。
然而，德軍部分師兵力不足，僅有三千步兵，遠低於常規七千之編制。法軍藉重砲火掩護，展開多層次攻擊：第一波榴霰彈火力覆蓋距法軍前線64公尺處，隨後以爆裂彈轟擊140公尺處的德軍第二道防線，切斷其撤退路徑並阻撓援軍接近。德軍防線迅即崩潰，五個師共損失13,500人，或傷亡或被俘，其中大量士兵困於掩體內，最終成為法軍步兵的俘虜。
儘管天氣惡劣，法軍依然成功收復於二月失陷的瓦什罗维尔、盧沃蒙、奧道蒙及卢沃蒙-科特迪普瓦夫尔等地。德軍預備隊直至黃昏方能抵達前線，而兩個奉命於傍晚前增援的反擊師，更於夜幕降臨時仍距前線23公里之遙。至12月16日夜，法軍已在杜奧蒙要塞北方二至三公里間建立堅實新防線，自伯宗沃延伸至盧沃蒙-科特迪普瓦夫尔，成功奪取該地後即刻鞏固防勢，使德軍反擊師來不及發起攻勢。法軍修復杜奧蒙要塞內的重砲，進一步加強攻勢火力。至此，德軍最接近凡爾登之陣地已被逼退至7.5公里以外，其主要觀察點悉數為法軍奪回。此次戰役，法軍共俘虜德軍11,387人，繳獲火砲115門。部分德軍軍官曾向芒然抱怨囚室不夠舒適，芒然答道：「先生們，我們為此深感抱歉，未料會有如此多俘虜。」第五軍團司令洛克豪與第十四預備軍司令約翰·馮·茨維爾於12月16日被撤職。

## 後果

### 分析
法金漢在他的回憶錄寫道，他在1915年12月向德皇表達對戰略局勢的看好
法國的弦已經到達臨界點。大規模突破（無論如何都超出我們的能力）是不必要的。我們在能力所及之內仍可保留部分力量，法國總參謀部則將被迫投入他們所有的人力。如果他們這麼做，法國將會流血至死。——法金漢
1916年，德國的戰略目標是對法軍造成大規模傷亡，旨在削弱法軍直至其崩潰。德軍試圖將法軍引入一個出於戰略和士氣原因無法脫身的局面，他們計劃使用大量重型和超重型火炮轟擊法軍，認為法軍的75毫米野戰炮無法對其造成同等程度的傷亡。2007年，羅伯特·福利寫道，法金漢起初就意圖進行一場消耗戰，此說與1937年的沃爾夫岡·福爾斯特（Wolfgang Foerster）、1996年的格德·克魯梅希（Gerd Krumeich）及其他人的觀點相悖。1916年，反法金漢派聲稱，這場戰役表明他優柔寡斷且不適合指揮，且此說於1937年被福爾斯特重申。1994年，霍爾格·阿夫勒巴赫質疑《聖誕備忘錄》的真實性；在研究保存在陸軍軍事歷史研究所（Kriegsgeschichtliche Forschungsanstalt des Heeres）檔案中的證據後，他得出結論認為該備忘錄是在戰後撰寫的，但準確反映了法金漢在1915年底的想法。

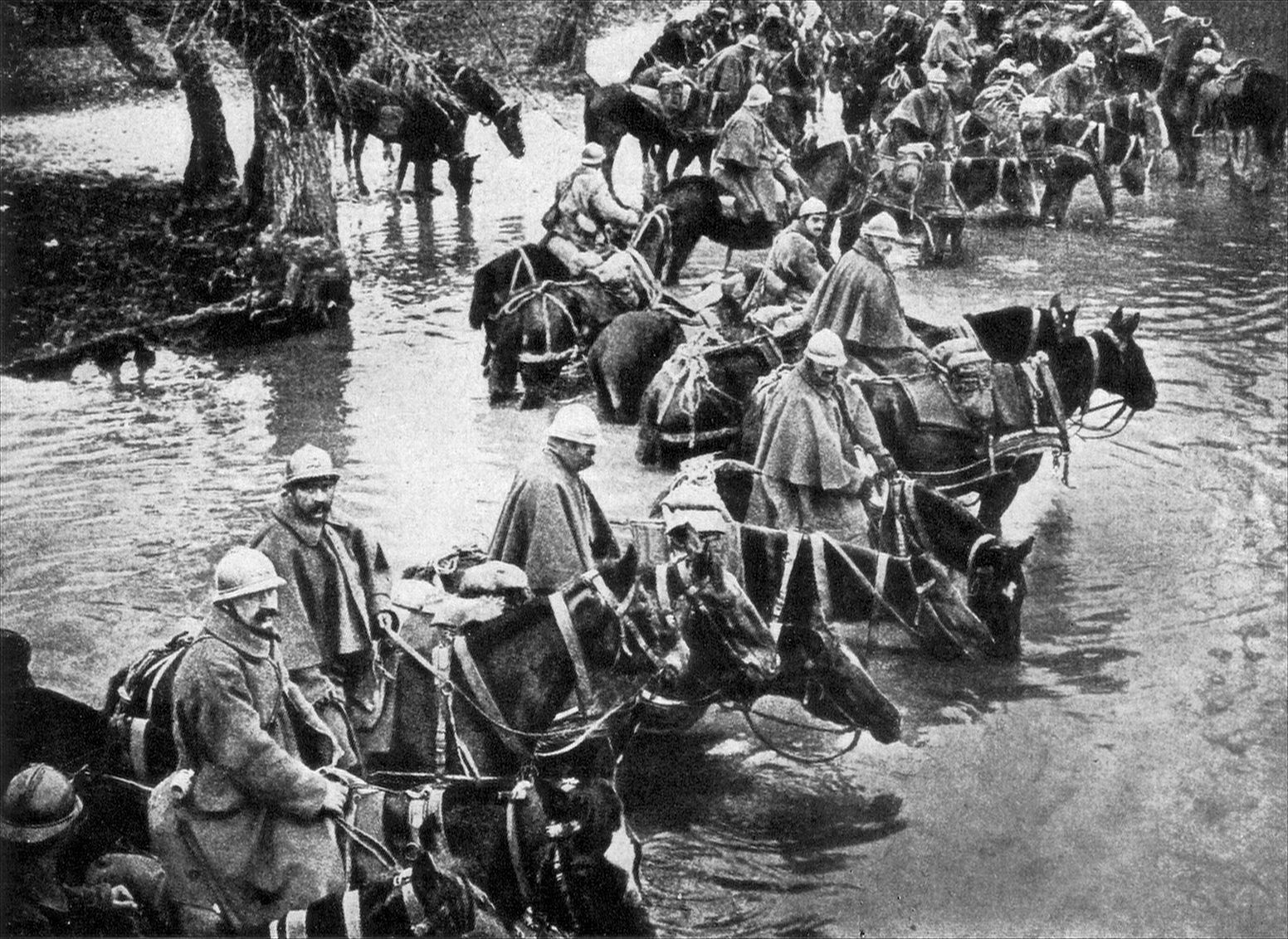
前往凡爾登的法軍補給馬匹在河邊休息

克魯梅希認為，《聖誕備忘錄》是為了掩蓋德國戰略失敗而偽造的，僅是因為進攻失敗才把戰略目標從「佔領凡爾登」更為「消耗戰」。福利則寫道，法金漢在1914年的伊珀尔攻勢失敗後，開始採用戰前老赫尔穆特·冯·毛奇與漢斯·德爾布呂克提出的消耗戰略（Ermattungsstrategie），認為反德聯盟的力量過於強大，無法被決定性地擊敗。法金漢希望能至少迫使一個三國協約成員與德國談判以分裂協約國。1915年東線攻勢其實就是場消耗戰，然俄軍雖在攻勢中損失慘重，仍拒絕接受德國的和平試探。
法金漢因為德軍兵力不足以突破西線防線與其背後的預備隊，決定透過威脅一個靠近前線的戰略要地以迫使法軍發動進攻，他選擇了凡爾登。德國計劃利用城市周圍高地上的重型火炮對法軍造成巨大傷亡。第五軍團將發動大規模攻勢，但其目標僅限於奪取默茲河東岸的高地，以便德國重型火炮能夠主導戰場。法軍將在試圖奪回高地的攻勢中被「流血至死」，英軍將被迫發動倉促的支援攻勢，並遭受同樣慘重的傷亡。如果法軍拒絕談判，德軍將發動進攻，清剿法英聯軍的殘餘力量，最終徹底擊垮協約國。德軍工業在1915年至1916年初將重型火炮的產量提高了五倍、將超重型火炮的產量翻倍。法國的工業自1914年以來也有所恢復，截至1916年2月，法軍擁有3,500門重型火炮。1916年5月，約瑟夫·霞飛開始為每個師配備兩組155毫米火炮，每個軍配備四組遠程火炮。凡爾登戰役期間，德法雙方都能夠發射大量重型炮彈來壓制對方防禦，然後再冒險讓步兵進入開闊地。到5月底，德軍在凡爾登有1,730門重型火炮，法軍則有548門，足以牽制德軍，但不足以發動反攻。

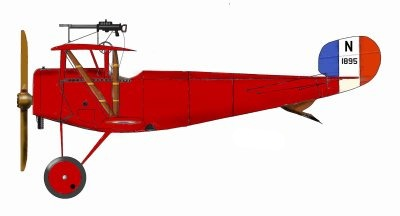
「凡爾登的保衛者」讓·納瓦拉的紐波特11戰鬥機

法軍步兵能更好地承受轟炸，因為其陣地分散且通常位於制高點，不易被德軍發現。一旦德軍開始進攻，法軍便會以機槍和速射野戰炮進行還擊。4月22日，德軍損失了約1,000人，而在4月中旬，法軍在應對一場針對杜奧蒙堡東南方向的進攻時，發射了約26,000發野戰炮炮彈。貝當在接管凡爾登防務後不久，命令航空司令夏爾·特里科爾諾·德·羅斯清除德軍戰鬥機並提供炮兵觀測支援。法軍透過將戰鬥機組成中隊，而不是分散部署於前線，成功扭轉了德軍的空中優勢，能夠有效對抗德軍的大型編隊。這些戰鬥機中隊擊退了德軍的福克E單翼戰鬥機及其保護的雙座偵察機和炮兵觀測機
凡爾登戰役雙方的損失較1914年的運動戰為低。1914年8月至年底，法軍損失約850,000人，德軍損失約670,000人。德軍第5軍團的損失率低於1915年東線戰場的部隊，而法軍在凡爾登的平均損失率也低於1915年9月至10月第二次香檳戰役三週內的損失率。德軍的損失率從1915年初的1:2.2增至戰役結束時的接近1:1，這一趨勢在1917年的尼維爾攻勢中持續。消耗戰策略的代價是難出現決定性戰果，因為在密集重炮火力掩護下的有限目標進攻雖可取得成功，但往往導致無限期的戰鬥。貝當採用了輪換系統，迅速輪換凡爾登的法軍部隊，使法國陸軍大部分士兵都曾參與戰鬥，但駐戰時間較德軍第五軍團的部隊短。凡爾登的象徵意義成為法軍的凝聚力，使其沒有崩潰。埃里希·馮·法金漢因此被迫延長進攻時間，投入比預期更多的步兵。到4月底，德軍的大部分戰略預備隊已部署於凡爾登，並承受了與法軍相當的損失
德軍高層認為德法雙方的傷亡比約為2:5。德國軍事情報估計，截至3月11日，法軍已損失100,000人，法金漢對德軍火炮的效能充滿信心，認為可以輕易再造成100,000人損失。5月，法金漢估計法軍傷亡增至525,000人，而德軍損失為250,000人，並認為法軍戰略預備隊僅剩300,000人。然而，法軍實際傷亡到5月1日約為130,000人；倚靠著輪換系統，已有42個師在輪換後得以休整。法國本土軍隊的330個步兵營中，259個（占78%）參與了凡爾登戰役，而德軍中有48個師（占西線軍的25%）參戰。阿夫勒巴赫指出，共有85個法軍師參與凡爾登戰役，而從2月至8月，德法雙方的傷亡比約為1:1.1，而法金漢認為法軍的損失是德軍三倍。截至8月31日，第5軍團損失約281,000人，而法軍損失約315,000人

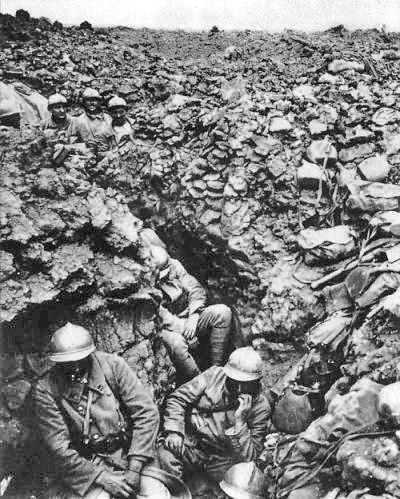
位於凡爾登的304號山的法軍戰壕

1916年6月，法軍在凡爾登部署了2,708門火砲，其中包括1,138門野戰火砲。從2月至12月，法德兩軍共發射了約1,000萬枚炮彈，總重量達到135萬公噸。到5月，德軍的進攻因法軍增援、地形困難和天氣影響而受挫。德軍第五軍團的步兵因戰術陷於危，被法軍在默茲河兩岸的高地俯瞰，而未能鞏固在默茲高地。法軍的損失主要來自不斷的德軍步兵進攻，而非其反攻期間的德軍防守。這場作戰僵局最終因布鲁西洛夫攻势和索姆河战役被打破，而法金漢原本預期其他地區的作戰會導致法軍的崩潰。其於6月開始從西線撤出部隊以建立戰略預備隊，但僅能調配出12個師。其中4個師被派往索姆河地區，該地區已建有三道防禦陣地，基於過往的經驗進行建設。在索姆河戰役爆發前，法金漢認為德軍的準備比以往更充分，並認為英軍的進攻將很容易被擊退。德軍在該地區的第六軍團擁有17.5個師以及充足的重炮，準備在擊退英軍後發動進攻。
索姆河地區英法聯軍的攻勢強度令法金漢及其參謀感到驚訝，儘管英軍在7月1日遭遇了重大傷亡，但經驗豐富的法軍步兵與火砲成功突破德軍陣線，協約國後續與德軍的作戰更使步兵傷亡遠超凡爾登戰役高峰期。此外，東線俄軍於6月和7月發動布鲁西洛夫攻势，造成更多德軍傷亡。法金漢於7月8日向威廉二世匯報戰略，再次主張東線僅進行最小限度增援，應集中力量在法國進行「決定性」戰役，並稱索姆河攻勢是協約國的「最後一搏」。法金漢放棄了索姆河地區的反攻計劃，將18個師派往凡爾登和東線，其中部分來自預備隊及第六軍團，到8月底僅剩一個師未投入戰鬥。第五軍團於6月被命令在凡爾登限制進攻，但7月仍嘗試攻佔蘇維耶要塞但失敗。7月12日，法金漢下令採取嚴格的防禦政策，只允許小規模的局部攻擊，以牽制法軍防止其將部隊調往索姆河。
法金漢低估了法軍的意志，對於法軍而言，不惜一切代價的勝利是唯一能夠證明巨大犧牲合理性的途徑。法軍從未接近崩潰，因此也未導致英軍過早發起牽制攻勢。德軍重創法軍的能力也被高估，部分原因是第五軍團的指揮官試圖攻佔凡爾登，無視損失的代價進行進攻。即便他們應採用消耗戰略，他們仍執行殲滅戰略（Vernichtungsstrategie）和機動戰（Bewegungskrieg）戰術。第五軍團因為無法到達默茲高地而陷於糟糕的戰術位置，被迫依靠步兵進攻與反擊來製造法軍損失。這場戰役的持續時間使凡爾登對德法雙方都成為一種聲望問題，法金漢則試圖透過摧毀英軍的牽制攻勢來結束僵局。然而，當英法聯軍的攻勢到來時，其在索姆河地區的龐大部隊使德軍只能勉強維持陣地。8月29日，法金漢被解職，由興登堡和魯登道夫接替，他們於9月2日下令凡爾登的德軍停止發動攻勢。

### 傷亡

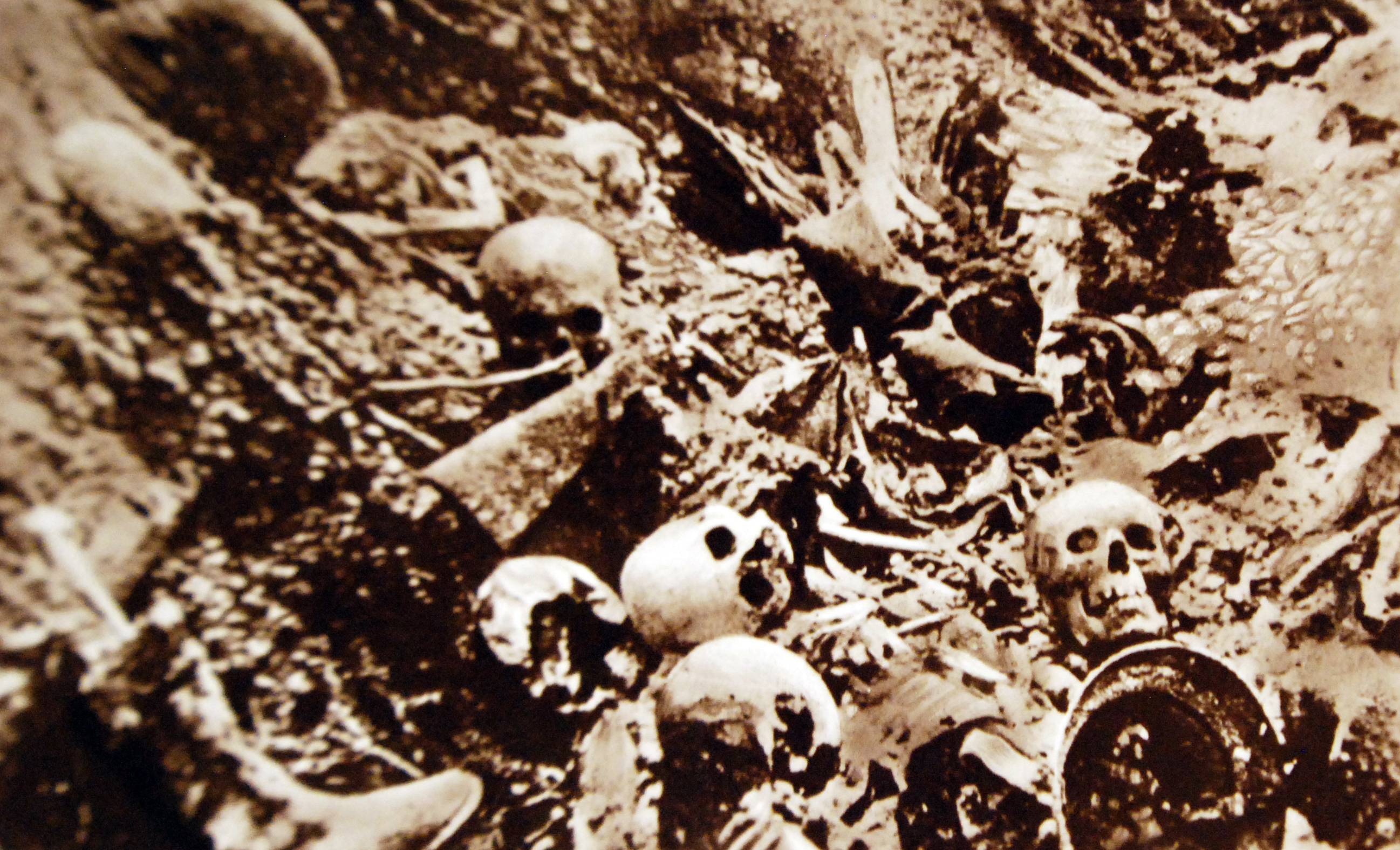
1919年發現的士兵遺骸

2013年，保羅·揚科夫斯基（Paul Jankowski）指出，自戰爭開始以來，法軍每五天便向大本營人事局（Bureau de Personnel）提交一次數據損失報告。戰爭部的衛生部門（Service de Santé）每日接收來自醫院和其他服務機構的傷員數據，但這些損失數據分散於團級後備站、大本營、死亡登記處（負責記錄死亡人數）、衛生部門（負責統計傷病數據）以及家屬聯絡辦公室（負責與死者或傷員家屬聯絡）之間。戰爭爆發後，大本營的第一局（Première Bureau）開始將五日一次的損失報告與醫院接收記錄進行比對。該新系統被用來回溯自1914年8月以來的損失數據，這一過程耗時數月，直到1916年2月才完全建立起來。這些損失報告後來被用於計算並發布於《官方公報》（Journal Officiel）、法國官方戰史及其他出版物中。
德國方面，軍隊每十天編制一次損失清單（Verlustlisten），並由德國國家檔案館（Reichsarchiv）於1924年至1925年的《德國年鑑》（deutsches Jahrbuch）中發布。德國的醫療單位在前線及醫院中保存了詳細的治療記錄，1923年，中央信息辦公室（Zentral Nachweiseamt）出版了一份修訂版的戰時損失清單，將醫療服務的數據補充進先前的損失清單中。受傷和患病士兵接受治療的每月數據則於1934年發表在《醫療報告》（Sanitätsbericht）中。對這些數據進行比較十分困難，因為它們通常記錄的是長期損失而非特定地點的數據。以1914年至1920年出版的《大英帝國戰爭努力統計》為例，戰役損失數據可能並不一致。1920年代初，路易·馬林（Louis Marin）向法國眾議院報告數據時，僅能根據部隊的數字報告提供部分戰役的數據，但這些數據如果不與1916年建立的系統對照，往往不可靠。
部分法國數據不包含輕傷人員，但有些則包括。1917年4月，大本營要求損失報告區分輕傷和重傷，其中輕傷指當地治療20至30天的傷員，重傷則是送往醫院治療的傷員。然而，相關標準在戰爭結束前仍未能完全確定。德國的損失清單中不包括輕傷人員，但中央信息辦公室的記錄則將其計入。在1920年代温斯顿·丘吉尔撰寫的《世界危機》中，其修訂了德國的統計數據，增加了2%的未記錄傷員，而英國官方歷史學家詹姆斯·愛德蒙茲（James Edmonds）則增加了30%。關於凡爾登戰役，《醫療報告》中的數據並不完整，未明確定義「傷員」，而第五軍團的現場報告則排除了這部分人員。法國衛生部門與馬林報告的記錄涵蓋了不同的時期，但均包括輕傷人員。丘吉爾採用了《德國國家檔案館》的損失數據42.8萬人，並引用馬林報告中的數據53.25萬人，這些數據涵蓋了1916年3月至6月以及11月至12月整個西線的損失。

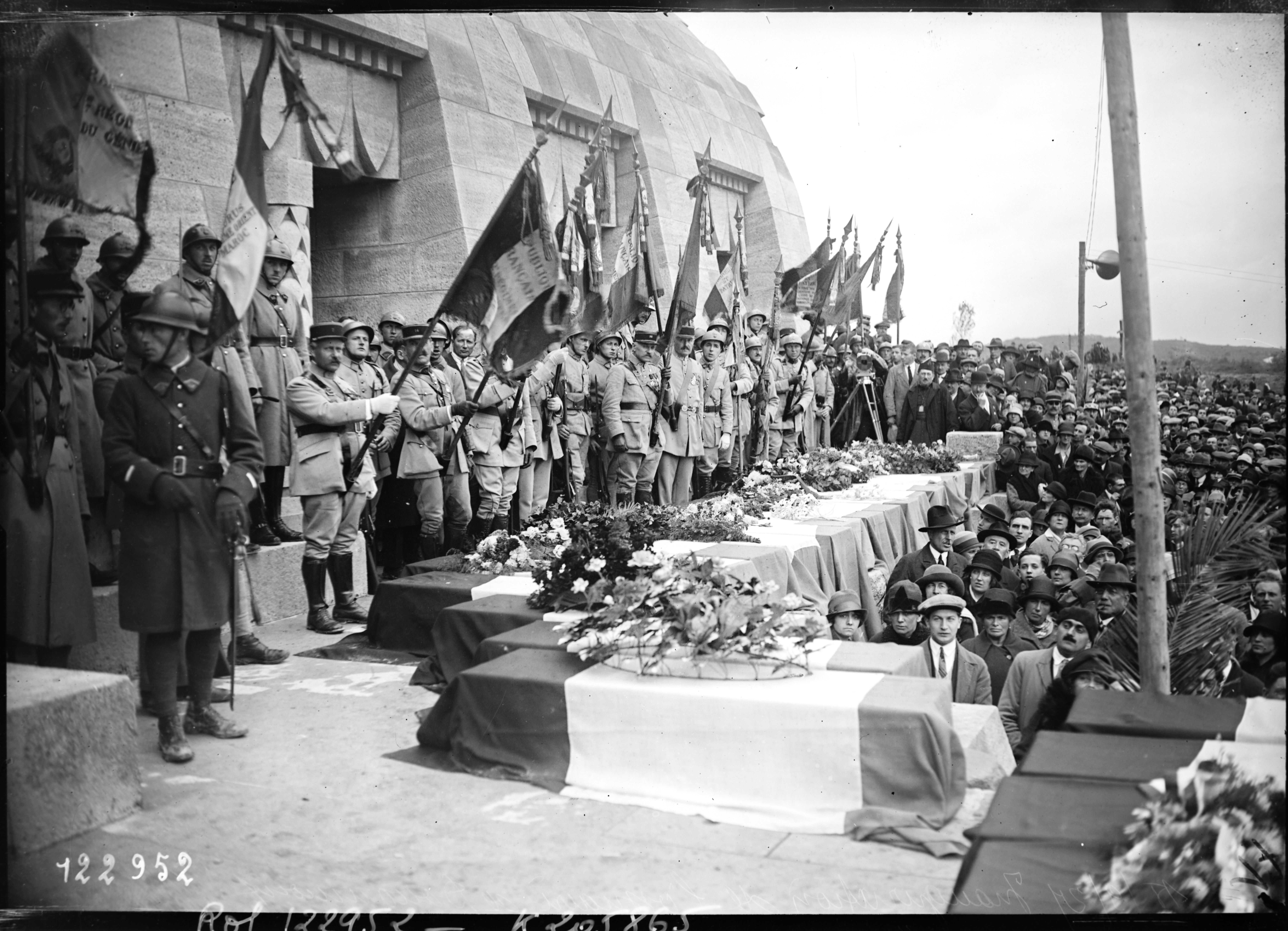
1927年的杜奧蒙墓地

《數字損失報表》（états numériques des pertes）將法軍的損失數據列為348,000到378,000人，而在1930年，赫爾曼·溫特（Hermann Wendt）記錄了法國第二軍團和德國第五軍團在1916年2月21日至12月20日期間的損失，分別為362,000和336,831人，未考慮輕傷兵的納入或排除。丘吉爾在《世界危機》（第二版，1938年）中寫道，德軍士兵的損失數據為442,000人，加上軍官後為460,000人。1980年，約翰·特雷恩（John Terraine）計算出法德兩軍在299天中的損失約為750,000人；杜於1993年則計算法軍損失為542,000人。2000年，漢內斯·赫爾（Hannes Heer）和克勞斯·瑙曼（Klaus Naumann）計算出法軍損失為377,231人，德軍損失為337,000人，每月平均損失70,000人。2000年，霍爾格·阿夫勒巴赫（Holger Afflerbach）使用赫爾曼·溫特（Hermann Wendt）於1931年的計算方法，給出德軍在1916年2月21日至8月31日的損失為336,000人，法軍在1916年2月至12月的損失為365,000人。大衛·梅森（David Mason）在2000年寫道，法軍損失為378,000人，德軍損失為337,000人。2003年，安東尼·克萊頓（Anthony Clayton）引用了德軍330,000人的損失，其中143,000人死亡或失踪；法軍損失為351,000人，其中56,000人死亡，100,000人失踪或被俘，195,000人受傷。
2005年，羅伯特·A·道蒂認為法軍的損失（1916年2月21日至12月20日）為377,231人，並提到凡爾登和索姆河戰役的總損失為579,798人；凡爾登戰役中有16%的傷亡為死亡，56%為受傷，28%為失踪，許多最終被視為死亡。道蒂指出，其他歷史學家遵循了温斯顿·丘吉尔的說法，錯誤地將所有西線的法國損失都計算在內，並因此給出了442,000人的損失數據。2005年，羅伯特·佛利（Robert Foley）使用了1931年溫特的計算方法，給出了德軍在凡爾登戰役中從1916年2月21日至8月31日的損失為281,000人，而法軍損失為315,000人。2014年，威廉·費爾波特（William Philpott）記錄了377,000人的法軍損失，其中162,000人死亡；德軍損失為337,000人。

## 紀念

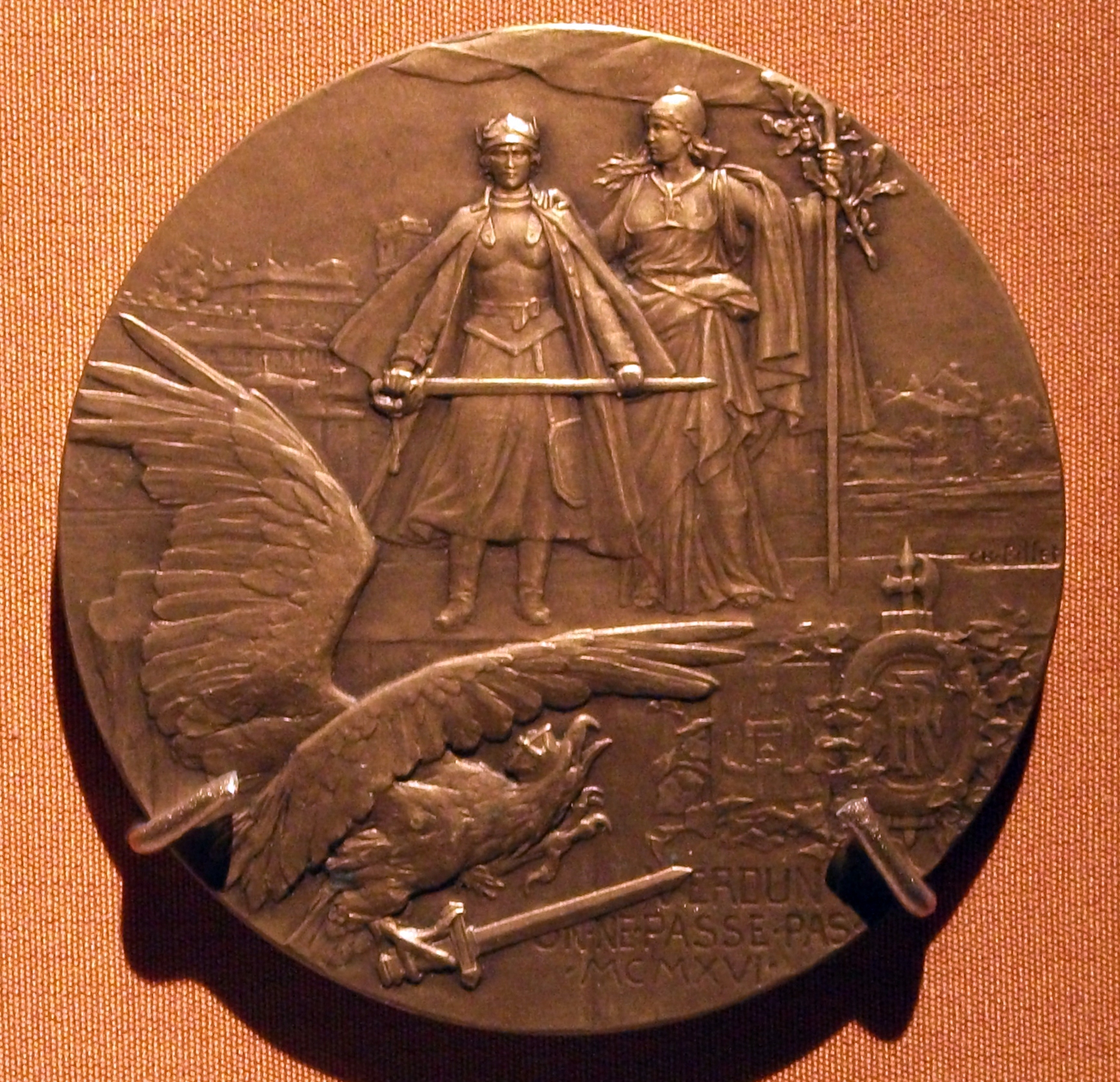
凡爾登戰役紀念獎章

凡爾登戰役，已為法國對第一世界大戰之象徵。安托萬·普羅斯說道：「凡爾登如奥斯威辛集中营，皆象徵對人類境遇之極限侵害。」自1918年至1939年間，法國舉行兩次大規模之紀念。其一於戰場建碑，援引羅貝爾·尼維爾所述「他們絕不能通過」之愛國言辭，表彰烈士；其二則倖存者追憶戰友死難，傷殘犧牲，意在反思劫後之人道精神。1920年，法國在凡爾登城堡舉行儀式，選出一具遺體安葬於凱旋門的無名烈士墓中。

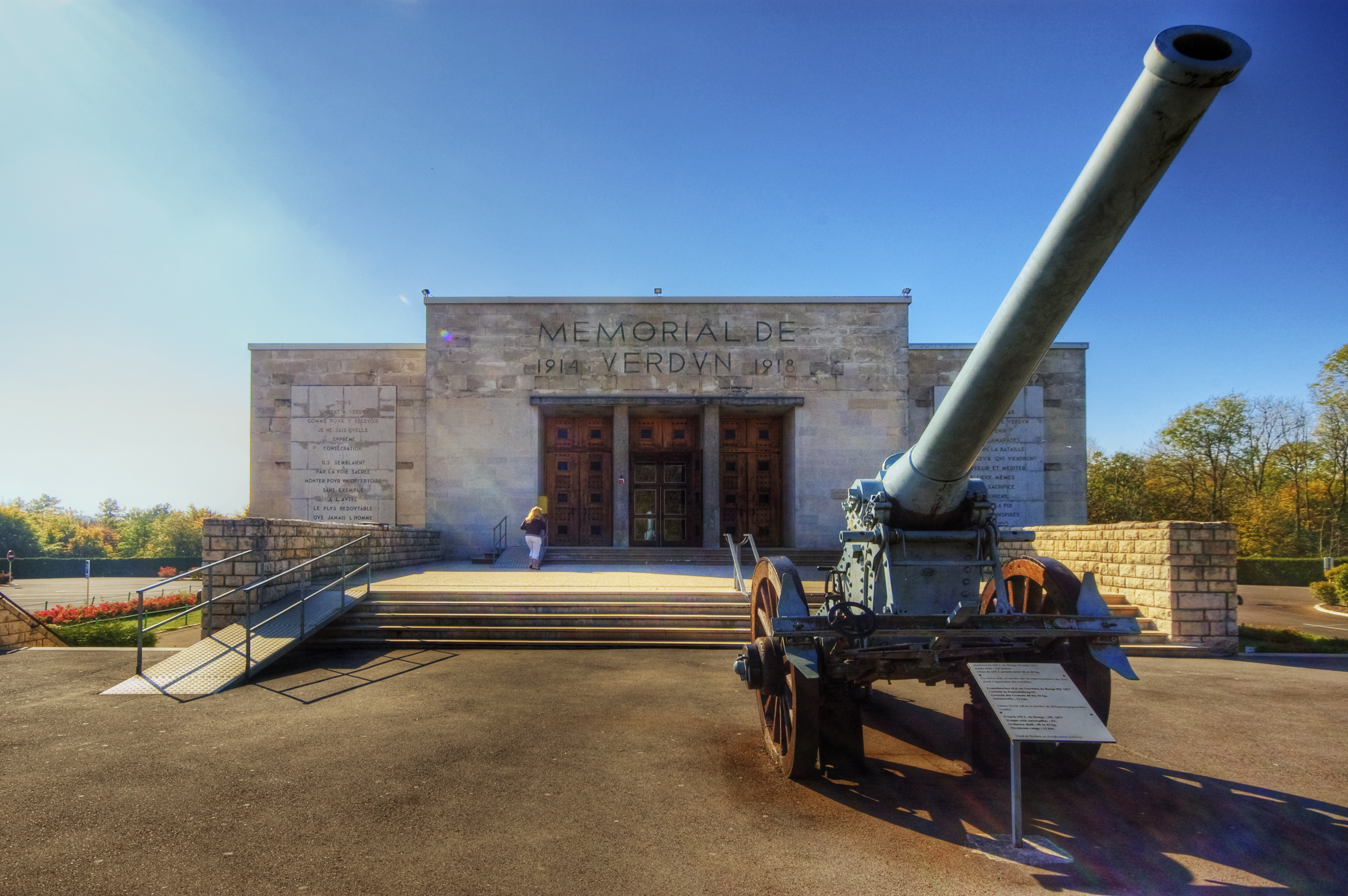
杜奧蒙附近的凡爾登紀念碑，開放於1967年，獻給陣亡士兵與平民

法國凡爾登境內，有6村於第一次世界大戰中毀滅，迄未重建，然被賦予特別地位，成為無人居住之市镇，即凡尔登地区博蒙、伯宗沃、屈米耶尔-勒莫尔奥姆、弗勒里德旺杜欧蒙、萨莫尼厄附近欧蒙及卢沃蒙-科特迪普瓦夫尔。阿蘭·德尼佐（Alain Denizot）收錄當時攝影圖像，顯示其間地面覆滿炮彈痕跡，範圍約百平方公里。至1930年代，此地造林，現多為密林所掩，然紅色地帶（Zone Rouge）遺址猶存，但戰場仍是一座巨大的墓地，埋葬著超過10萬名失蹤士兵的遺體，僅有少數經法國林務部發現，移入杜奧蒙骨庫供奉。
1960年代，凡爾登轉而成為法德和解之象徵，兩國以共通之苦難作為紀念。1980年代，凡爾登更被譽為和平之都，諸多機構於此成立，舊博物館被重新定位，致力於弘揚和平與人權的理念。1984年9月22日，德國總理赫尔穆特·科尔與法國總統弗朗索瓦·密特朗冒著滂沱大雨，於杜奧蒙墓園攜手數分鐘，以表彰法德兩國之和解。科爾之父曾於凡爾登戰役中參戰，密特朗亦於第二次世界大戰時於鄰近地區為俘。

## 畫廊

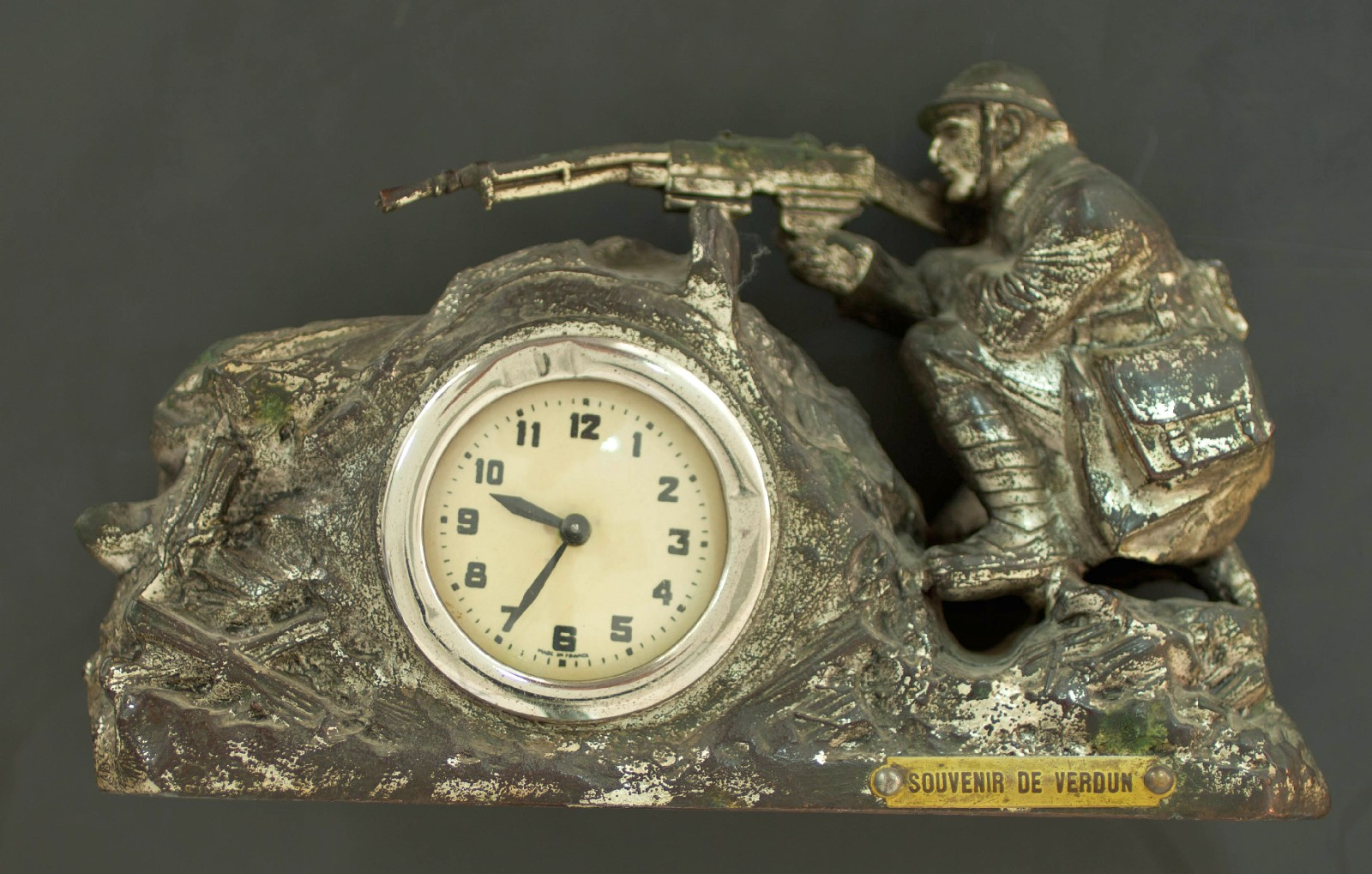
凡爾登戰役的紀念品，上有一名法軍士兵
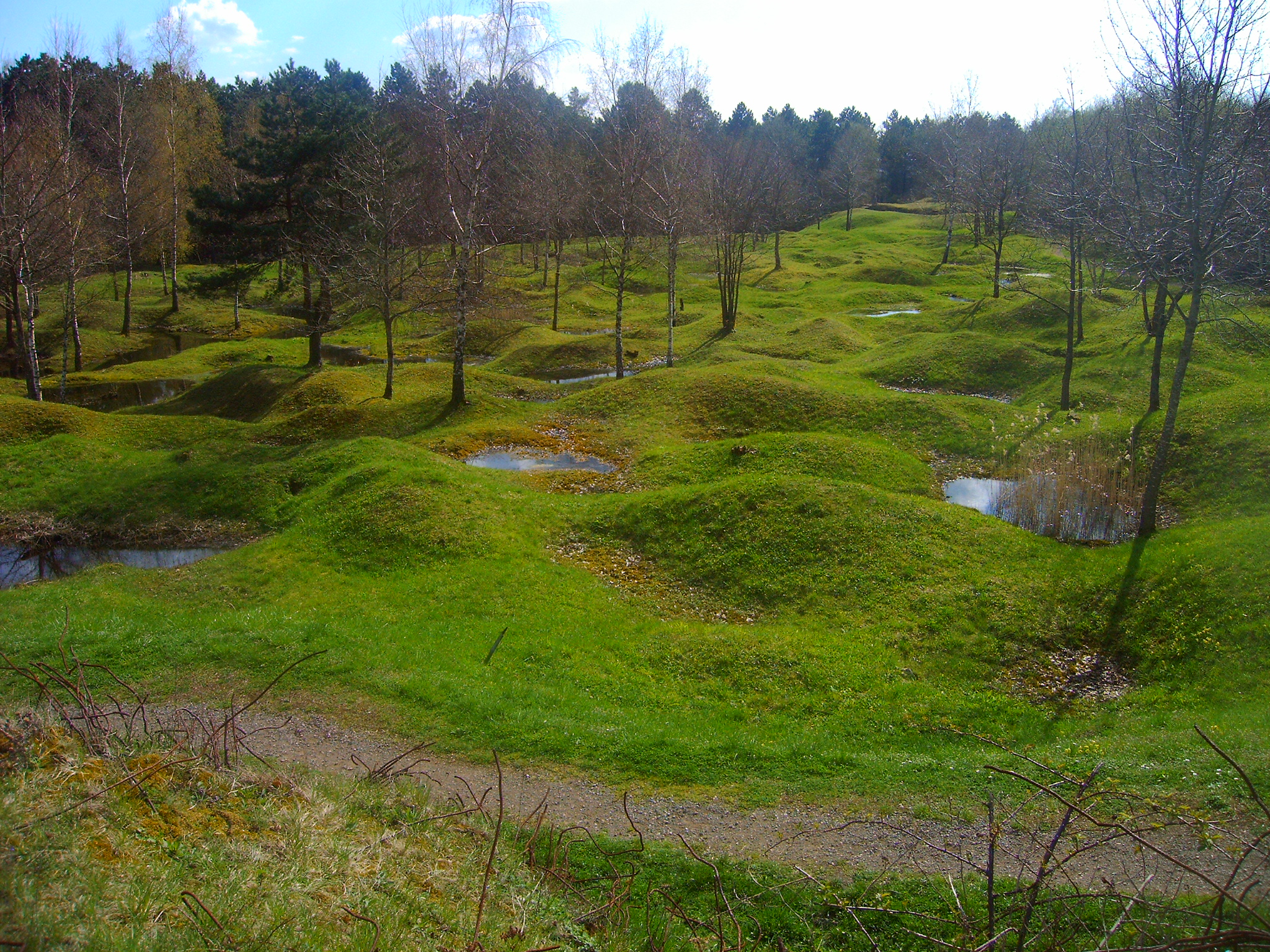
2005年拍攝的凡爾登戰場的一部分，顯示火砲轟炸的痕跡
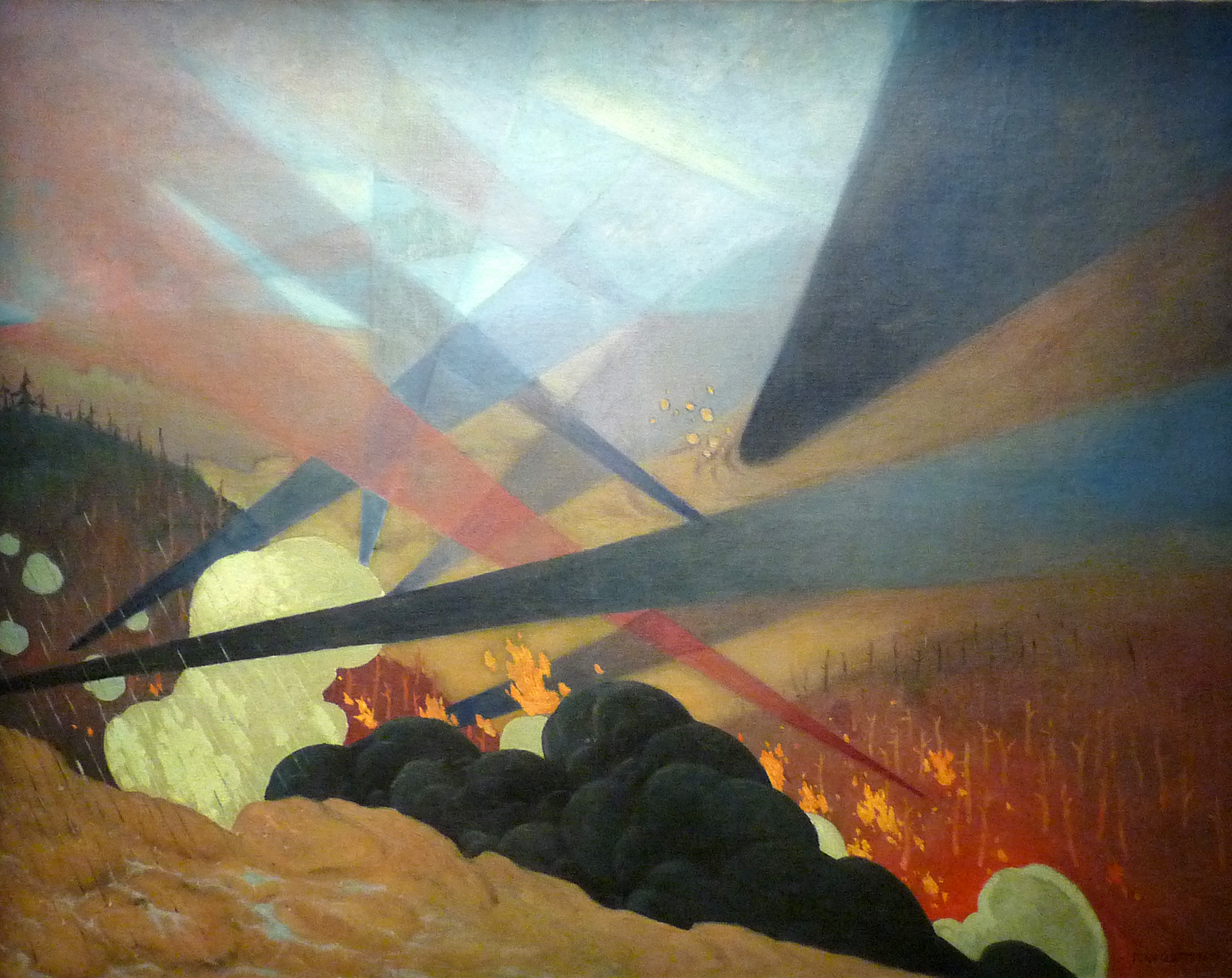
《凡爾登戰役的場景》，由費利克斯·瓦洛東繪製於1917年

## 參注
1. ↑  法國未來的領袖和總統夏爾·戴高樂上尉當時是該團的一名連長，在戰鬥中於杜奧蒙附近受傷被俘[32]

## 註腳
1. 1 2  Falkenhayn（2004年），第217–218页
2. ↑  Foley（2007年），第192页
3. ↑  Foley（2007年），第193页
4. 1 2  Holstein（2010年），第35页
5. ↑  Doughty（2005年），第275–276页
6. ↑  Holstein 2010，第20頁.
7. ↑  Le Hallé 1998，第15頁.
8. ↑  Holstein 2010，第31–32頁.
9. ↑  Holstein 2010，第25–29頁.
10. ↑  Holstein 2010，第32頁.
11. ↑  Sheldon（2012年），第164, 200–201页
12. 1 2  Mason（2000年），第21, 32页
13. ↑  Foley（2007年），第214–216页
14. ↑  Foley（2007年），第211页
15. ↑  Foley（2007年），第211-212页
16. ↑  Foley（2007年），第213-214页
17. ↑  Doughty（2005年），第265–266页
18. 1 2  Holstein（2010年），第36页
19. ↑  Foley（2007年），第217页
20. ↑  Doughty（2005年），第267页
21. ↑  Foley（2007年），第215, 217页
22. ↑  Mason（2000年），第48–49页
23. 1 2  Mason（2000年），第49–51页
24. ↑  Schwerin（1939年），第9–12, 24–29页
25. ↑  Mason（2000年），第54–59页
26. 1 2  Mason（2000年），第60–64页
27. 1 2  Holstein（2010年），第43–44页
28. 1 2  Holstein（2010年），第45–50页
29. ↑  Foley（2007年），第220页
30. ↑  Holstein（2010年），第57-58页
31. 1 2  Mason（2000年），第114–115页
32. ↑  Williams（1998年），第45页
33. ↑  Foley（2007年），第223页
34. ↑  Foley（2007年），第224-225页
35. ↑  Foley（2007年），第225-226页
36. ↑  Doughty（2005年），第283页
37. 1 2  Michelin（1919年），第29页
38. ↑  Foley（2007年），第226页
39. ↑  Foley（2007年），第226–227页
40. ↑  Foley（2007年），第228页
41. ↑  Foley（2007年），第228–229页
42. ↑  Foley（2007年），第230–231页
43. ↑  Foley（2007年），第232–233页
44. ↑  Foley（2007年），第234页
45. ↑  Michelin（1919年），第17–18页
46. ↑  Holstein（2010年），第76–78页
47. ↑  Holstein（2010年），第78页
48. 1 2  Guttman（2014年），第9页
49. ↑  Holstein（2010年），第79–82页
50. 1 2  Holstein 2010，第91頁.
51. ↑  Schwencke（1925–30年），第118页
52. ↑  Holstein（2011年），第82页
53. ↑  Mason（2000年），第150–159页
54. ↑  Ousby（2002年），第229页
55. ↑  Ousby（2002年），第229–231页
56. ↑  Denizot（1996年），第136页
57. ↑  Mason（2000年），第183–167页
58. ↑  Samuels（1995年），第126页
59. ↑  Philpott（2009年），第217页
60. 1 2 3  Doughty（2005年），第299页
61. ↑  Doughty（2005年），第298页
62. 1 2 3  Holstein（2010年），第94–95页
63. ↑  Holstein（2010年），第95页
64. ↑  Doughty（2005年），第305–306页
65. 1 2  Holstein（2010年），第99页
66. 1 2  Pétain（1930年），第221页
67. ↑  Holstein（2010年），第102–103页
68. 1 2  Doughty（2005年），第307页
69. 1 2  Michelin（1919年），第19–20页
70. 1 2  Doughty（2005年），第306–308页
71. ↑  Pétain（1930年），第227页
72. 1 2  Wynne（1976年），第166–167页
73. ↑  Holstein（2010年），第112–114页
74. ↑  Doughty（2005年），第308–309页
75. ↑  Durant & Durant（1967年），第50页
76. ↑  Wynne（1976年），第168页
77. ↑  Förster（1937年），第304–330页
78. ↑  Afflerbach（1994年），第543–545页
79. ↑  Krumeich（1996年），第17–29页
80. 1 2  Foley（2007年），第206–207页
81. ↑  Jankowski（2014年），第109–112页
82. ↑  Davilla & Soltan（1997年），第7页
83. ↑  Jankowski（2014年），第114–120页
84. 1 2  Foley（2007年），第256页
85. ↑  Clayton（2003年），第120–121页
86. ↑  Chickering & Förster（2006年），第130, 126页
87. 1 2  Mason（2000年），第185页
88. ↑  Foley（2007年），第235–236页
89. ↑  Foley（2007年），第249–250页
90. ↑  Foley（2007年），第251–254页
91. ↑  Foley（2007年），第254–256页
92. ↑  Foley（2007年），第258页
93. ↑  Jankowski（2014年），第257–258页
94. ↑  Jankowski（2014年），第258–259页
95. ↑  Jankowski（2014年），第259–260页
96. ↑  Churchill（1938年），第1003–1004页
97. ↑  Terraine（1992年），第59页
98. ↑  Dupuy & Dupuy（1993年），第1052页
99. ↑  Heer & Naumann（2000年），第26页
100. ↑  Chickering & Förster（2006年），第114页
101. ↑  Clayton（2003年），第110页
102. ↑  Doughty（2005年），第309页
103. 1 2  Foley（2007年），第259页
104. ↑  Philpott（2014年），第226页
105. ↑  Jackson（2001年），第28页
106. ↑   [Place of the Month – November 2011 – The underground citadel – place of choice]. verdun-meuse.fr.   [2025-01-02]. （原始内容存档于2022-12-19） （法语）.
107. ↑  Holstein（2010年），第124页
108. ↑  Barcellini（1996年），第77–98页
109. ↑  Murase（2002年），第304页

### 書籍
- Afflerbach, H.  [Falkenhayn, Political Thinking and Action in the Empire]. München: Verlag Oldenburg. 1994. ISBN 978-3-486-55972-9 （德语）.
- Chickering, R.; Förster, S.  Cambridge University Press. London: Publications of the German Historical Institute. 2006 [2000]. ISBN 978-0-521-02637-6.
- Churchill, W. S.  Odhams. London: Thornton Butterworth. 1938 [1923–1931]. OCLC 4945014.
- Clayton, A. . London: Cassell. 2003. ISBN 978-0-304-35949-3.
- Davilla, J. J.; Soltan, Arthur. . Mountain View, CA: Flying Machines Press. 1997. ISBN 978-1-891268-09-0.
- Denizot, A. . Paris: Nouvelles Éditions Latines. 1996. ISBN 978-2-7233-0514-3 （法语）.
- Doughty, R. A. . Cambridge, MA: The Belknap Press of Harvard University. 2005. ISBN 978-0-674-01880-8.
- Durant, A.; Durant, W.  X. New York, New York: Simon and Schuster. 1967. OCLC 387805.
- Falkenhayn, E.  [General Headquarters and its Critical Decisions 1914–1916] facs. trans. of Hutchinson 1919 trans. Naval & Military Press, Uckfield. Berlin: Mittler & Sohn. 2004 [1919]  [9 February 2016]. ISBN 978-1-84574-139-6 （德语）.
- Foley, R. T.  pbk. Cambridge: Cambridge University Press. 2007 [2005]. ISBN 978-0-521-04436-3.
- Grant, R. G. . London: Dorling Kindersley Publishers. 2005. ISBN 978-1-4053-1100-7.
- Greenhalgh, Elizabeth. . Cambridge: Cambridge University Press. 2014. ISBN 978-1-107-60568-8.
- Guttman, J. . Duel 59. Oxford: Osprey. 2014. ISBN 978-1-78200-353-3.
- Heer, H.; Naumann, K. . New York: Berghahn Books. 2000. ISBN 978-1-57181-232-2.
- Holstein, C. . Battleground Europe repr. Barnsley: Pen and Sword. 2010 [2002]. ISBN 978-1-84884-345-5.
- Holstein, C. . Battleground Europe. Barnsley: Pen and Sword. 2011. ISBN 978-1-78303-235-8.
- Horne, A.  pbk. repr. Penguin. London. 2007 [1962]. ISBN 978-0-14-193752-6.
- Jackson, J. . London: Oxford University Press. 2001. ISBN 978-0-19-820706-1.
- Jankowski, P. . Oxford: Oxford University Press. 2014 [2013]. ISBN 978-0-19-931689-2.
- Le Hallé, G.  [Verdun, the Forts of Victory]. Paris: Citédis. 1998. ISBN 978-2-911920-10-3 （法语）.
- Mason, D. . Moreton-in-Marsh: Windrush Press. 2000. ISBN 978-1-900624-41-1.
- . Clermont Ferrand: Michelin and Cie. 1919  [16 August 2013]. OCLC 654957066.
- Murase, T. . Canberra: Asia Pacific Press. 2002. ISBN 978-0-7315-3664-1.
- Ousby, I. . London: Jonathan Cape. 2002. ISBN 978-0-224-05990-9.
- Pedroncini, G.  [Petain, the Soldier 1914–1940]. Paris: Perrin. 1989. ISBN 978-2-262-01386-8 （法语）.
- Pétain, H. P. . 由MacVeagh, M.翻译. London: Elkin Mathews & Marrot. 1930 [1929]  [31 May 2016]. OCLC 1890922.
- Philpott, W. . London: Little, Brown. 2009. ISBN 978-1-4087-0108-9.
- Philpott, W. . London: Little, Brown. 2014. ISBN 978-1-4087-0355-7.
- Samuels, M. . London: Frank Cass. 1995. ISBN 978-0-7146-4214-7.
- Schwencke, A.  [The Tragedy of Verdun 1916 Part II: The Struggle for Fort Vaux]. Schlachten des Weltkrieges: In Einzeldarstellungen bearbeitet und herausgegeben im Auftrage des Reichsarchivs. Unter Benutzung der amtlichen Quellen des Reichsarchivs (Battles of the World War in Monographs Edited and Published on behalf of the Reicharchiv. Using Official Sources of the Reichsarchiv) XIV. Oldenburg, Berlin: Gerhard Stalling Verlag. 1925–30  [28 March 2019]. OCLC 929264533. （原始内容存档于2018-04-21） –The digital State Library of Upper Austria.
- Schwerin, E. Graf von.  [Royal Prussian Storm Battalion No. 5 (Rohr): after the Memory Recorded using the Diary of Lieutenant-Colonel a. D. Rohr]. Aus Deutschlands großer Zeit. Sporn: Zeulenroda. 1939. OCLC 250134090.
- Sheldon, J. . Barnsley: Pen and Sword Military. 2012. ISBN 978-1-84884-466-7.
- Terraine, J.  repr. Leo Cooper. London: Sidgwick & Jackson. 1992 [1980]. ISBN 978-0-85052-330-0.
- Windrow, M. . London: Weidenfeld & Nicolson. 2004. ISBN 978-0-297-84671-0.
- Williams, C. . Hoboken, NJ: Jossey Bass. 1998. ISBN 978-0-471-11711-7.
- Wynne, G. C.  Greenwood Press, NY. London: Faber & Faber. 1976 [1939]. ISBN 978-0-8371-5029-1.

### 百科全書
- Dupuy, E. R.; Dupuy, T. N.  4th. New York: Harper Reference. 1993  [6 October 2019]. ISBN 978-0-06-270056-8.

### 期刊
- Barcellini, S.  [Memory and Memoirs of Verdun 1916–1996]. Guerres Mondiales et Conflits Contemporains (Paris: Presses universitaires de France). 1996, 46 (182): 77–98. ISSN 0984-2292. JSTOR 25732329.
- Förster, W.  [Falkenhayn's plan for 1916: A Contribution to the Question: How to get out of Trench Warfare and Attain a Decisive Decision?]. Militärwissenschaftliche Rundschau 2nd part 3 (Berlin: Mittler). 1937. ISSN 0935-3623 （德语）.
- Krumeich, G.  ["Bleed France"? Myths and Reality of the German Strategy of the Battle of Verdun]. Guerres Mondiales et Conflits Contemporains (Paris: Presses universitaires de France). 1996, 46 (182): 17–29. ISSN 0984-2292. JSTOR 25732324 （法语）.

## 延伸閱讀
書籍
- Afflerbach, H.  [Auf Messers Schneide: Wie das Deutsche Reich den Ersten Weltkrieg verlor]. 由Buckley, Anne; Summers, Caroline翻译 Hbk. Cambridge University Press. München: C. H. Beck. 2022 [2018]. ISBN 978-1-108-83288-5.
- Bourachot, A. . 由Uffindell, A.翻译 Hbk. Pen & Sword Military, Barnsley. Paris: Bernard Giovanangeli Éditeur. 2014 [2010]. ISBN 978-1-78346-165-3.
- Brown, M. . Stroud: Tempus. 1999. ISBN 978-0-7524-1774-5.
- Holstein, C. . Barnsley: Pen and Sword. 2009. ISBN 978-1-84415-867-6.
- Keegan, J. . London: Hutchinson. 1998. ISBN 978-0-09-180178-6.
- MacKenzie, D. A. . Glasgow: Blackie & Son. 1920. OCLC 179279677.
- McDannald, A. H.  38. New York: J. B. Lyon. 1920. OCLC 506108219.
- Martin, W. . London: Osprey. 2001. ISBN 978-1-85532-993-5.
- Mosier, J. . London: Profile Books. 2001. ISBN 978-1-86197-276-7.
- Romains, J.  [Prelude to Verdun and Verdun] Prion Lost Treasures. Paris: Flammarion. 1999 [1938]. ISBN 978-1-85375-358-9 （法语）.
- Rouquerol, J. J.  [The Drama of Verdun]. Paris: Payot. 1931. OCLC 248000026 （法语）.
- Sandler, S. (编). . International Warfare Encyclopedias from ABC Clio I. Santa Barbara, CA: ABC-CLIO. 2002. ISBN 978-1-57607-344-5.
- Serrigny, B.  [Thirty Years with Pétain]. Paris: Librairie Plon. 1959. OCLC 469408701 （法语）.
- Zweig, A.  [Erziehung vor Verdun]. 由Sutton, Eric翻译 2nd. trans. Viking Press, New York. Amsterdam: Querido Verlag. 1936 [1935]. OCLC 1016268225.

期刊
- Bruce, Robert B. . Army History (Washington, D.C.: U.S. Army Center of Military History). 1998, 45 (45): 9–21. ISSN 1546-5330. JSTOR 26304799.

論文
- Sonnenberger, M.  (学位论文). Fort Leavenworth, KS: US Army Command and General Staff College. 2013  [12 June 2014]. OCLC 875682161. （原始内容存档于2020-06-21）.

## 外部連結
- NASA satellite map
- Map of the Verdun battlefield, showing fortifications （页面存档备份，存于）
- Underground at Verdun （页面存档备份，存于）
- The Battle of Verdun
- Info from firstworldwar.com Archive.today的存檔，存档日期2012-12-05
- Verdun (excerpt)
- Dutch/Flemish Forum （页面存档备份，存于）
- Verdun, A Battle of the Great War （页面存档备份，存于）
- Douaumont Bataille Ossuaire Three panoramas
- Map of Europe, 1916
- The Battle of Verdun – The Greatest Battle Ever （页面存档备份，存于）
- Contemporary Schneider artillery catalogue
- Chlumberg, H. "The Miracle at Verdun" （页面存档备份，存于）